# Ieoh Ming Pei
Ieoh Ming Pei (pronunciación en inglés: /joʊ.mɪŋ.ˈpeɪ/, 26 de abril de 1917-16 de mayo de 2019) fue un arquitecto sinoestadounidense. Nacido en Cantón y criado en Hong Kong y Shanghái, desde pequeño inspiraron a Pei las villas con jardín de Suzhou, retiro tradicional de la aristocracia china, a la que pertenecía su familia. En 1935 se trasladó a los Estados Unidos y se matriculó en la escuela de arquitectura de la Universidad de Pensilvania, pero pronto se trasladó al Instituto de Tecnología de Massachusetts. No estaba satisfecho con el enfoque de ambas escuelas en la arquitectura beaux arts y pasaba su tiempo libre investigando sobre arquitectos emergentes, especialmente Le Corbusier. Tras graduarse, se unió a la Harvard Graduate School of Design y se hizo amigo de los arquitectos de la Bauhaus Walter Gropius y Marcel Breuer. En 1948, Pei fue contratado por el magnate inmobiliario neoyorquino William Zeckendorf, para el que trabajó durante siete años, hasta que en 1955 fundó su estudio propio, I. M. Pei & Associates, que se convirtió en I. M. Pei & Partners en 1966 y posteriormente Pei Cobb Freed & Partners en 1989. Pei se retiró del ejercicio profesional a tiempo completo en 1990, tras lo cual trabajó como consultor de arquitectura principalmente para el estudio de sus hijos, Pei Partnership Architects.
El primer reconocimiento importante de Pei vino con el Laboratorio Mesa del Centro Nacional de Investigación Atmosférica en Colorado, diseñado en 1961 y completado en 1967. Su nuevo estatus hizo que fuera seleccionado como arquitecto jefe de la Biblioteca y Museo Presidencial de John F. Kennedy en Massachusetts, y más tarde diseñó el Ayuntamiento de Dallas y el Edificio Este de la Galería Nacional de Arte. Volvió a China por primera vez en 1975 para diseñar un hotel en el parque Xiangshan, y quince años más tarde diseñó la Bank of China Tower, un rascacielos situado en Hong Kong, para el Bank of China. A principios de los años ochenta, Pei diseñó una controvertida pirámide de vidrio y acero para el Museo del Louvre de París. Posteriormente volvió al mundo del arte diseñando el Morton H. Meyerson Symphony Center de Dallas, el Museo Miho en Japón, cerca de Kioto, el Museo de Suzhou en Suzhou, el Museo de Arte Islámico de Doha, y el Museo de Arte Moderno Gran Duque Juan (Mudam) en Luxemburgo.
Pei consiguió una gran cantidad de premios y reconocimientos en el campo de la arquitectura, incluida la Medalla de Oro del AIA en 1979, el primer Praemium Imperiale de arquitectura en 1989, y el Premio a la Trayectoria del Museo Nacional de Diseño Cooper-Hewitt en 2003. En 1983, ganó el Premio Pritzker, denominado a menudo el «premio Nobel de la arquitectura».

## Infancia

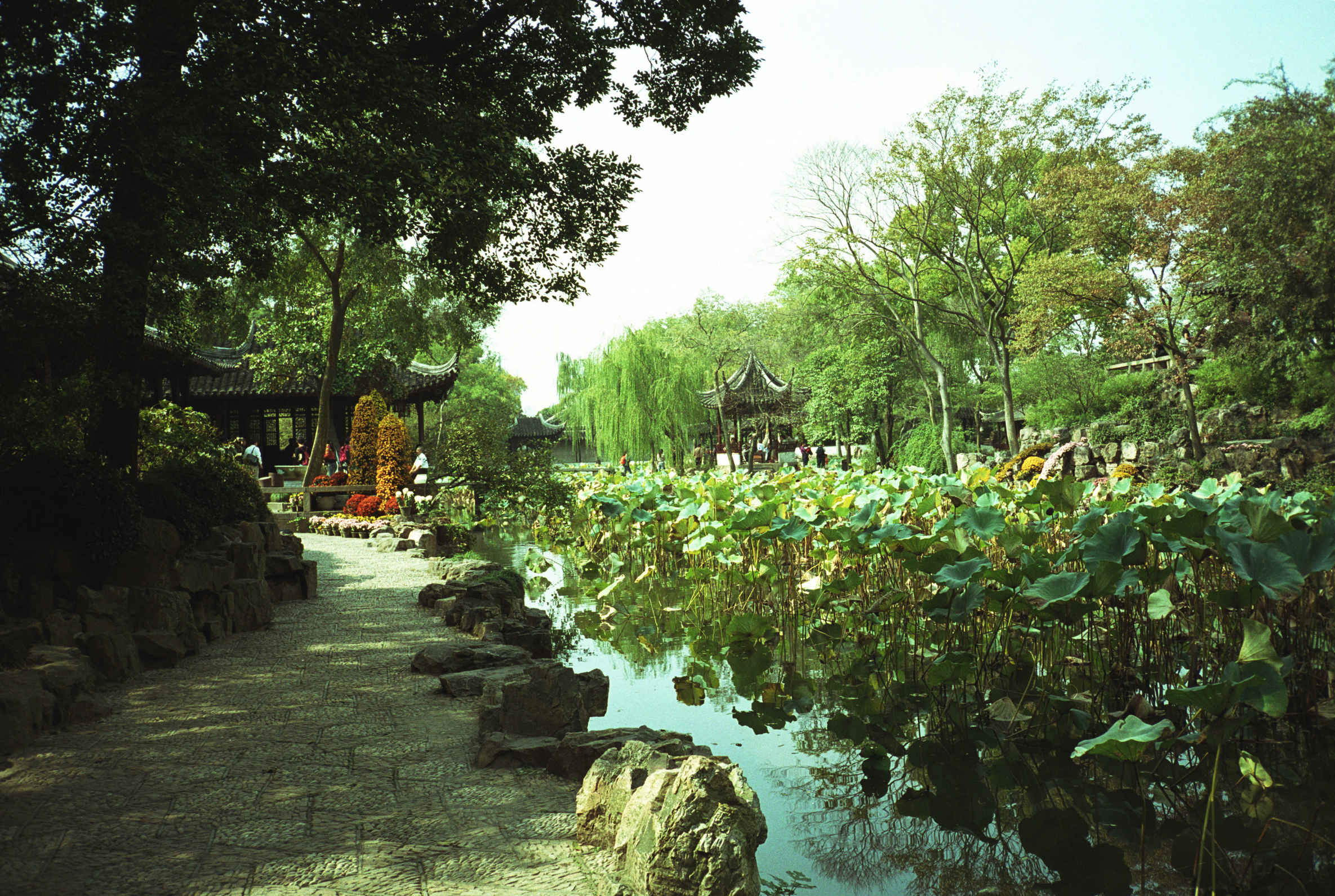
Cuando era niño, Pei consideraba que el jardín de los leones de Suzhou era un «patio de juegos ideal».

La ascendencia de Pei se remonta a la dinastía Ming, cuando su familia se trasladó de la provincia de Anhui a Suzhou. Su familia ganó bastante dinero con las hierbas medicinales, y esto permitió que pasara a formar parte de la aristocracia china, una clase que resaltaba la importancia de ayudar a los menos afortunados. Ieoh Ming Pei nació el 26 de abril de 1917; era el hijo de Tsuyee y Lien Kwun. La familia se trasladó a Hong Kong un año más tarde, y finalmente incluiría cinco hijos. Cuando era un niño, Pei tenía una relación muy cercana con su madre, una devota budista reconocida por sus habilidades como flautista. Ella invitó a Pei —y no a sus hermanos— a acompañarla a los retiros espirituales. Su relación con su padre era menos cercana; sus interacciones eran respetuosas pero distantes.
El éxito de los ancestros de Pei hizo que la familia viviera en los niveles superiores de la sociedad, pero Pei dijo que su padre «no estaba cultivado en el arte». El joven Pei, atraído más por la música y otras manifestaciones culturales que por el campo de su padre —la banca—, exploró el arte por sí mismo. «Me he cultivado a mí mismo», dijo posteriormente.
Cuando Pei tenía diez años, su padre fue ascendido y se trasladó con su familia a Shanghái. Pei asistió a la Escuela Secundaria de San Juan, dirigida por misioneros anglicanos. La disciplina académica era rigurosa; los estudiantes solo disponían de medio día cada mes para ocio. A Pei le gustaba jugar al billar y ver películas de Hollywood, especialmente las de Buster Keaton y Charlie Chaplin. También aprendió un inglés rudimentario leyendo la Biblia y las novelas de Charles Dickens.

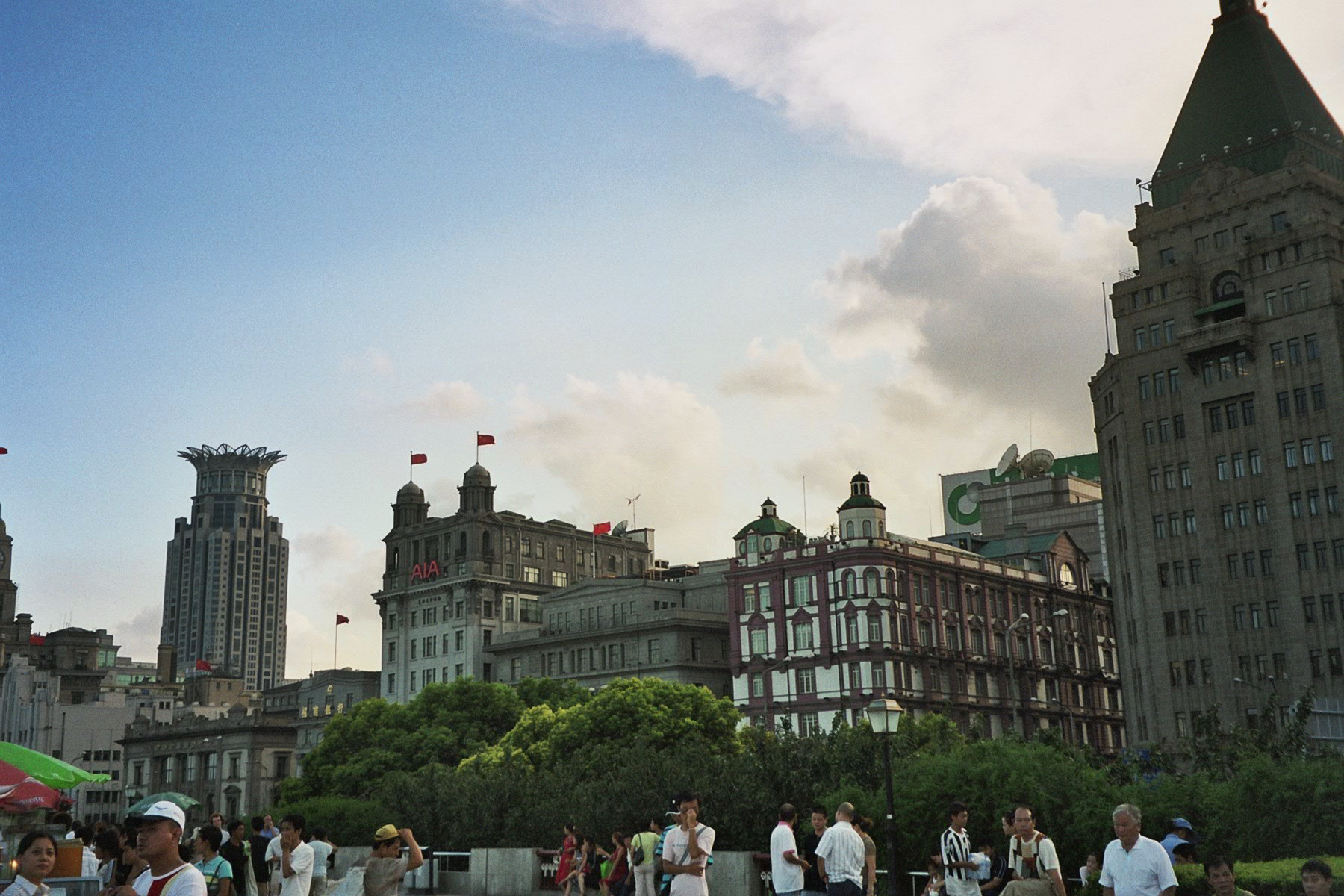
Pei describe la arquitectura del Bund de Shanghái como «en gran medida un pasado colonial».

Los numerosos elementos internacionales de Shanghái le confirieron el apodo de «París del este». La arquitectura global de la ciudad tuvo una profunda influencia en Pei, desde la zona del Bund hasta el Park Hotel, construido en 1934. También quedó impresionado por los numerosos jardines de Suzhou, donde pasaba los veranos con su familia y visitaba regularmente un santuario ancestral cercano. El jardín de los leones, construido en el siglo xiv por un monje budista y propiedad del tío de Pei, Bei Runsheng, le influyó especialmente. Sus inusuales formaciones rocosas, puentes de piedra y cascadas permanecieron grabadas en su memoria durante décadas. Posteriormente manifestaría su aprecio por la mezcla de estructuras naturales y construidas por el hombre presentes en el jardín.
Poco después del traslado a Shanghái, la madre de Pei enfermó de cáncer. Como calmante para el dolor, le recetaron opio, y le encargó la tarea de preparar su pipa a Pei. Falleció poco después de su decimotercer cumpleaños, y él quedó particularmente afectado. Los niños se fueron a vivir con su familia; su padre pasó a estar más absorbido por su trabajo y más distante físicamente. Pei dijo: «Mi padre empezó a vivir su propia vida por separado poco después de eso». Posteriormente su padre se casó con una mujer llamada Aileen, que posteriormente se trasladaría a Nueva York.

## Educación y etapa formativa
Cuando Pei se acercaba al final de su educación secundaria, decidió estudiar en una universidad. Fue aceptado en varias escuelas, pero decidió matricularse en la Universidad de Pensilvania. La decisión de Pei tenía dos motivos. Mientras estaba estudiando en Shanghái, había examinado con detenimiento los programas de varias instituciones de educación superior de todo el mundo, y el programa de arquitectura en la Universidad de Pensilvania le llamó particularmente la atención. El otro factor decisivo fue Hollywood. A Pei le fascinaban las representaciones de la vida universitaria en las películas de Bing Crosby, que diferían enormemente de la atmósfera académica china. «Me parecía que la vida universitaria en los Estados Unidos era fundamentalmente diversión y juegos», dijo en 2000. «Ya que era demasiado joven para ser serio, quería formar parte de eso... Te puedes hacer una idea en las películas de Bing Crosby. La vida universitaria en América me parecía muy excitante. No es real, lo sabemos, pero no obstante, en esa época era muy atractivo para mí. Decidí que era el país para mí». Pei añadió que «las películas de Crosby en particular tuvieron una gran influencia en que escogiera los Estados Unidos en lugar de Inglaterra para seguir mi educación».
En 1935 Pei embarcó rumbo a San Francisco, y a continuación viajó en tren a Filadelfia. Lo que encontró cuando llegó, sin embargo, difirió enormemente de sus expectativas. Los profesores de la Universidad de Pensilvania basaban sus enseñanzas en el estilo beaux arts, fundamentado en las tradiciones clásicas de la antigua Grecia y la antigua Roma. Pei estaba más interesado por la arquitectura moderna, y también se sintió intimidado por el alto nivel de dibujo mostrado por otros estudiantes. Decidió abandonar arquitectura y se trasladó al programa de ingeniería del Instituto de Tecnología de Massachusetts (MIT). Cuando llegó, sin embargo, el decano de la escuela de arquitectura observó su capacidad para el diseño y lo convenció para que volviera a su disciplina original.
La escuela de arquitectura del MIT también estaba centrada en la escuela beaux arts, y a Pei no le inspiraban sus estudios. Sin embargo, en la biblioteca encontró tres libros del arquitecto suizo Le Corbusier. Los innovadores diseños del nuevo racionalismo, caracterizado por formas simples y el uso de vidrio y cristal, sí que inspiraron a Pei. Le Corbusier visitó el MIT en noviembre de 1935, una ocasión que impresionó profundamente a Pei: «Los dos días con Le Corbusier, o "Corbu" como le solíamos llamar, fueron probablemente los días más importantes de mi formación como arquitecto». También influyó a Pei la obra del arquitecto estadounidense Frank Lloyd Wright. En 1938 se desplazó a Spring Green (Wisconsin) para visitar su famosa Casa Taliesin; sin embargo, tras esperar durante dos horas, se tuvo que ir sin poder conocer a Wright.
Aunque no le gustaba el enfoque beaux arts del MIT, Pei destacó en sus estudios. «Ciertamente no me arrepiento de mi época en el MIT», dijo posteriormente. «Allí aprendí la ciencia y la técnica de la construcción, que es esencial para la arquitectura». Pei recibió su licenciatura en arquitectura en 1940; su proyecto de fin de carrera se tituló «Unidades de propaganda estandarizadas para tiempos de guerra y tiempos de paz en China».

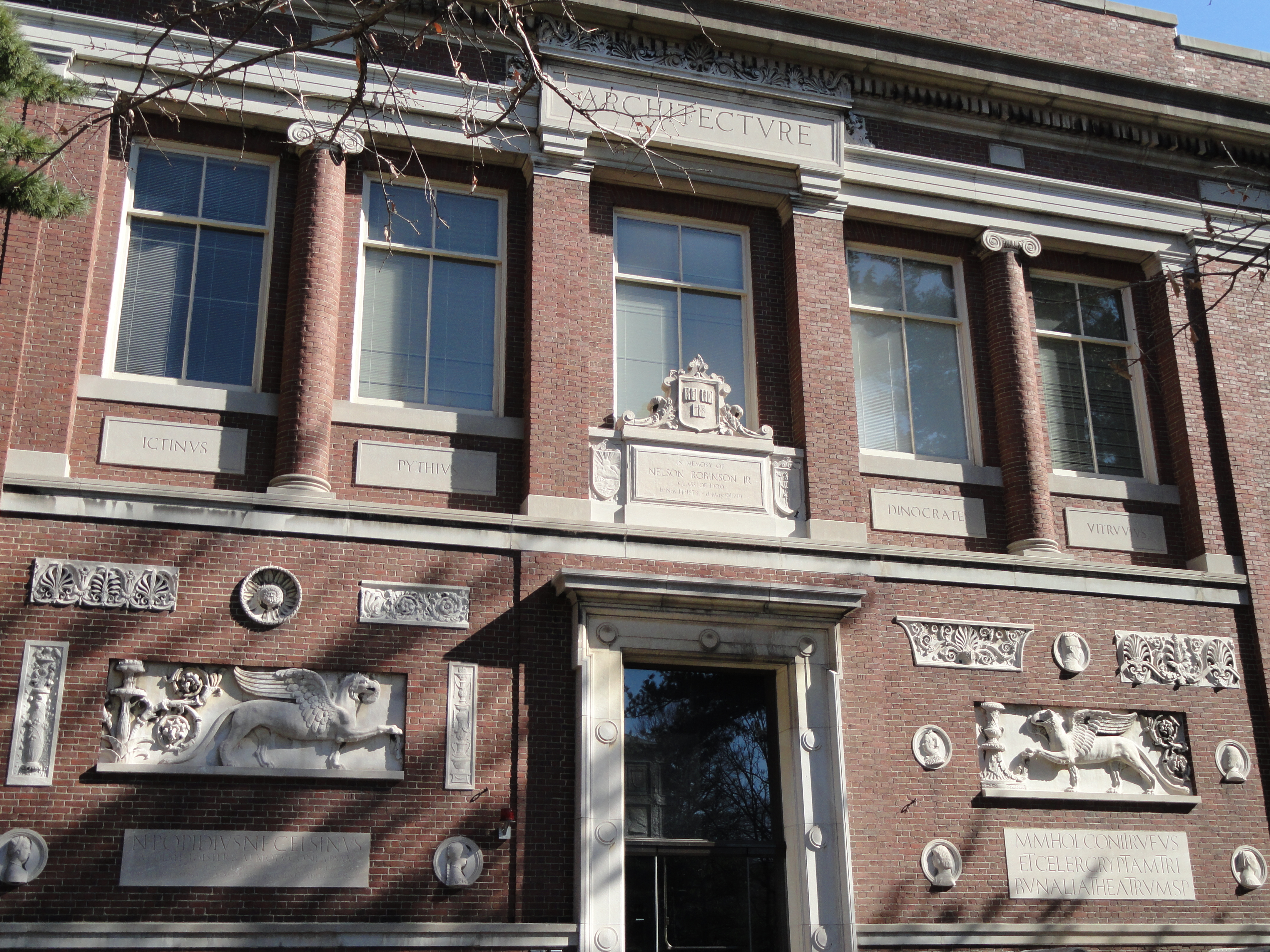
El histórico Robinson Hall en Harvard Yard, sede de la GSD hasta 1972.

Mientras visitaba Nueva York a finales de los años treinta, Pei conoció a una estudiante del Wellesley College llamada Eileen Loo. Empezaron a salir y se casaron en la primavera de 1942. Ella se matriculó en el programa de arquitectura del paisaje de la Universidad de Harvard, y de esta manera Pei conoció a los miembros del profesorado de la Graduate School of Design (GSD) de Harvard. Le entusiasmó su animado ambiente, y se unió a la GSD en diciembre de 1942.
Menos de un mes después, Pei suspendió su trabajo en Harvard para unirse al National Defense Research Committee (NDRC), que coordinaba la investigación científica sobre la tecnología armamentística estadounidense durante la Segunda Guerra Mundial. La formación de Pei en arquitectura se consideraba un valioso activo; un miembro del comité le dijo: «Si sabes cómo construir también debes saber cómo destruir». La lucha contra Alemania estaba terminando, por lo que su trabajo se centró en la guerra del Pacífico. Los Estados Unidos se dieron cuenta de que las bombas que habían usado contra los edificios de piedra de Europa serían ineficaces contra las ciudades japonesas, construidas principalmente de madera y papel, y por este motivo le encargaron a Pei que trabajara en las bombas incendiarias. Pei pasó dos años y medio en el NDRC, pero reveló pocos detalles de su trabajo.
En 1945 Eileen dio a luz a un hijo, T'ing Chung, y dejó sus estudios de arquitectura del paisaje para cuidarlo. Pei volvió a Harvard en otoño de 1945 y recibió un puesto como profesor asistente de diseño. La GSD se estaba convirtiendo en un núcleo de resistencia contra la ortodoxia beaux arts, y en su centro estaban miembros de la Bauhaus, un movimiento arquitectónico europeo que había avanzado la causa del diseño moderno. El régimen nazi había condenado a la escuela de la Bauhaus, y sus líderes se marcharon de Alemania. Dos de ellos, Walter Gropius y Marcel Breuer, ocuparon puestos destacados en la Harvard GSD. Su enfoque iconoclasta de la arquitectura moderna atraía a Pei, y trabajó cerca de ambos.
Uno de los proyectos de diseño de Pei en la GSD fue un museo de arte en Shanghái. Quería crear una sensación de autenticidad china en la arquitectura sin usar materiales ni estilos tradicionales. El diseño se basaba en estructuras modernas rectas, organizadas alrededor de un patio central con un jardín, y tenía otros escenarios naturales similares. Fue muy bien recibido; de hecho, Gropius dijo que era «el mejor proyecto hecho en mi clase». Pei recibió su máster en arquitectura en 1946, y siguió dando clase en Harvard durante otros dos años.

## Carrera

### 1948–1956: inicios con Webb and Knapp
En la primavera de 1948 Pei fue contratado por el magnate inmobiliario neoyorquino William Zeckendorf y se unió a un estudio de arquitectos que trabajaba para diseñar edificios por todo el país para la empresa Webb and Knapp, propiedad de Zeckendorf. Pei encontró que la personalidad de Zeckendorf era opuesta a la suya: su nuevo jefe era conocido por su tono de voz alto y su actitud áspera. No obstante, se hicieron buenos amigos y Pei encontró la experiencia enriquecedora a nivel personal. Zeckendorf estaba bien conectado políticamente, y Pei disfrutaba aprendiendo de la vida social de los urbanistas de Nueva York.
Su primer proyecto para Webb and Knapp fue un edificio de apartamentos con financiación de la ley de vivienda de 1949. El diseño de Pei se basaba en una torre circular con anillos concéntricos. Los sectores más cercanos al pilar de apoyo central albergaban servicios y zonas de circulación, mientras que los apartamentos estaban situados hacia el exterior. A Zeckendorf le encantó el diseño e incluso se lo mostró a Le Corbusier cuando se reunió con élencontraron. Sin embargo, el coste de un diseño tan inusual era demasiado alto, y el edificio nunca pasó de ser una maqueta.

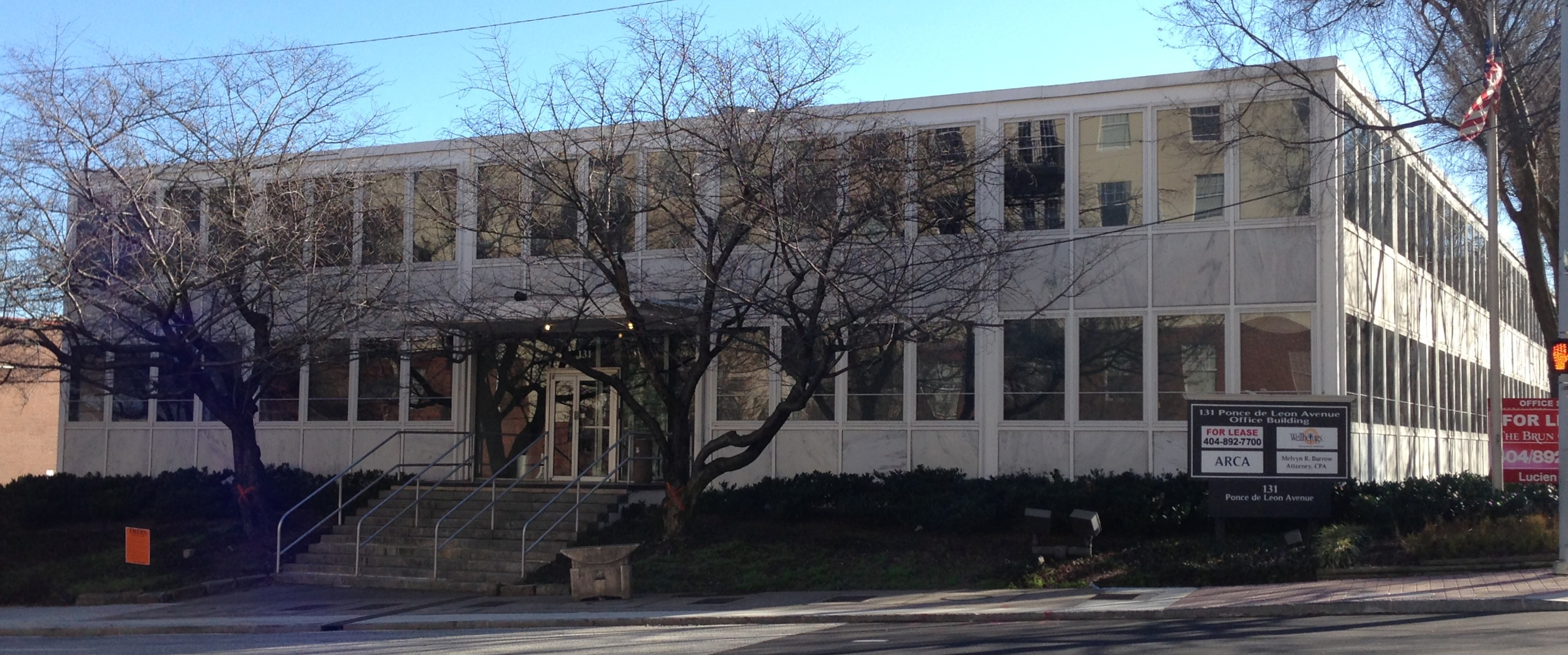
El primer proyecto de Pei (1949), 131 Ponce de León Avenue, Atlanta.

Finalmente, Pei vio por primera vez cómo su arquitectura cobró vida en 1949, cuando diseñó un edificio corporativo de dos plantas para Gulf Oil en Atlanta, 131 Ponce de León Avenue. El edificio fue demolido en febrero de 2013 aunque la fachada principal se conservó. El uso del mármol para el muro cortina exterior fue elogiado por la revista Architectural Forum. En los inicios de su carrera, los diseños de Pei replicaban la obra de Mies van der Rohe, como también muestra su propia casa de fin de semana construida en Katonah en 1952. Pronto Pei estaba tan inundado con proyectos que pidió a Zeckendorf asistentes, que escogió entre sus asociados en la GSD, como Henry N. Cobb y Ulrich Franzen. Juntos se pusieron a trabajar en varios proyectos, como el centro comercial Roosevelt Field. El equipo también rediseñó el edificio de oficinas de Webb and Knapp, transformando el despacho de Zeckendorf en un espacio circular con paredes de teca y un claristorio de vidrio. Instalaron además un panel de control en el escritorio que permitía que su jefe controlara la iluminación de su despacho. El proyecto tardó en realizarse un año y superó su presupuesto, pero Zeckendorf quedó encantado con el resultado.

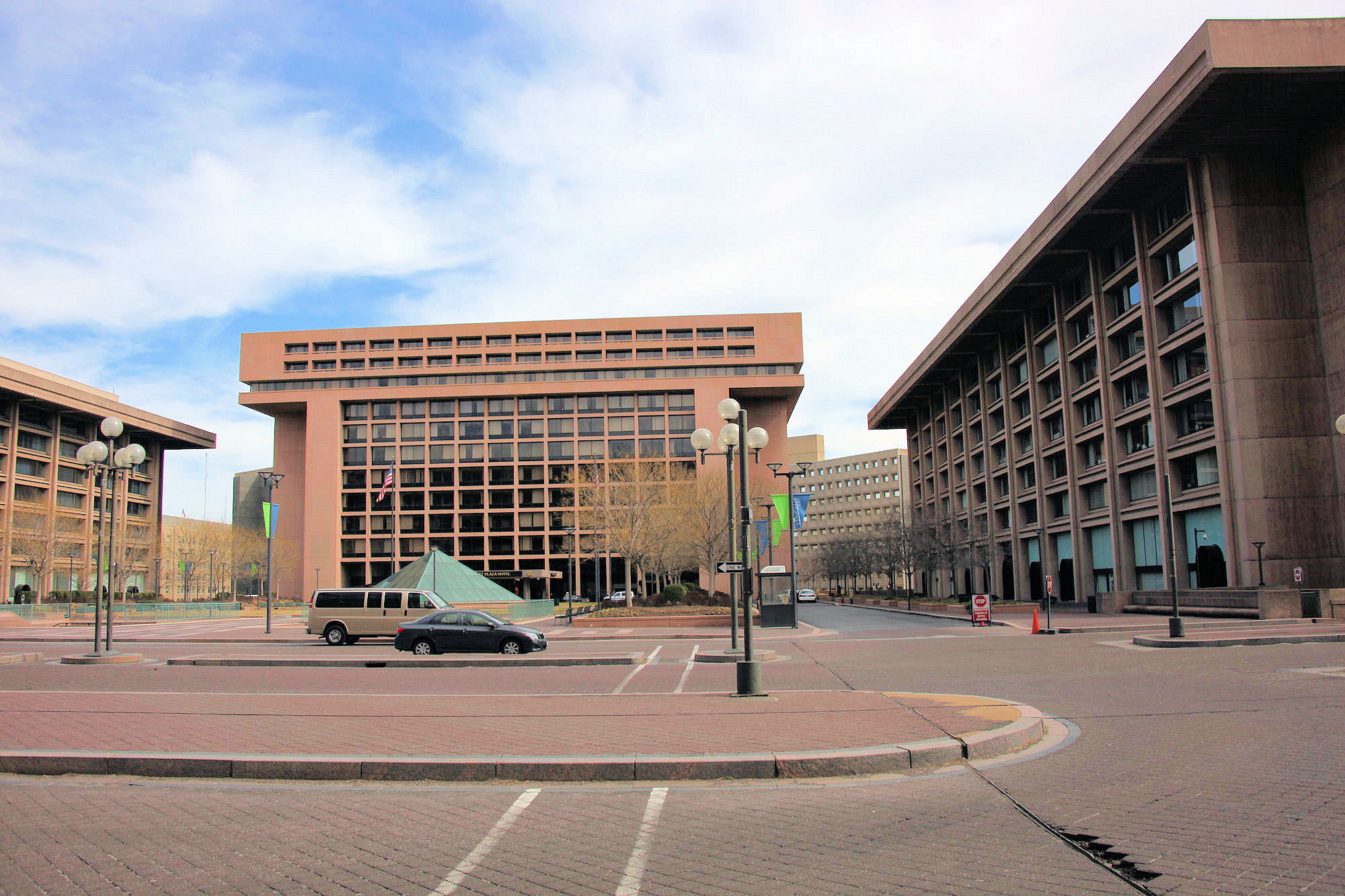
Pei quería que los espacios abiertos y edificios de L'Enfant Plaza estuvieran «relacionados funcional y visualmente» entre sí.

En 1952 Pei y su equipo empezaron a trabajar en una serie de proyectos en Denver. El primero de ellos fue el Mile High Center, en el que hizo que el edificio central ocupara menos del 25 % de la parcela; el resto albergaba una sala de exposiciones y plazas con fuentes. A una manzana de distancia, el equipo de Pei también rediseñó la Courthouse Square, que combinaba espacios de oficinas, tiendas y hoteles. Estos proyectos ayudaron a que Pei conceptualizara la arquitectura como parte de la geografía urbana. «Aprendí el proceso de urbanización», dijo posteriormente, «y sobre la ciudad como un organismo vivo». Estas lecciones, dijo, serían esenciales para sus proyectos posteriores.
Pei y su equipo también diseñaron un complejo urbano para Washington D. C., llamado L'Enfant Plaza en honor al arquitecto estadounidense de origen francés Pierre Charles L'Enfant. El socio de Pei Araldo Cossutta fue el arquitecto jefe del edificio norte del complejo (955 L'Enfant Plaza SW) y del edificio sur (490 L'Enfant Plaza SW). Vlastimil Koubek fue el arquitecto del edificio este (L'Enfant Plaza Hotel, situado en el 480 L'Enfant Plaza SW) y del edificio central (475 L'Enfant Plaza SW, actualmente sede del Servicio Postal de los Estados Unidos). El equipo propuso un complejo amplio que fue elogiado tanto por The Washington Post como por el Washington Star —que pocas veces están de acuerdo en algo—, pero los problemas de financiación obligaron a que se hicieran revisiones y una reducción importante de la escala.
En 1955 el grupo de Pei dio un paso hacia su independencia institucional de Webb and Knapp fundando un nuevo estudio llamado I. M. Pei & Associates, nombre que posteriormente se cambió por I. M. Pei & Partners. Consiguieron así la libertad para poder trabajar para otras empresas, pero continuaron trabajando principalmente para Zeckendorf. El nuevo estudio se distinguió por el uso de detalladas maquetas. En la zona residencial de Kips Bay, en el lado este de Manhattan, Pei diseñó las Kips Bay Towers, dos grandes torres de apartamentos con ventanas retranqueadas —para proporcionar sombra y privacidad— dispuestas en una cuadrícula ordenada. Pei se implicó personalmente en la construcción, llegando incluso a inspeccionar las bolsas de hormigón para comprobar la consistencia del color.
La empresa continuó su enfoque urbano con el proyecto Society Hill en el centro de Filadelfia. Pei diseñó las Society Hill Towers, una manzana residencial de tres edificios que inyectaba un diseño cubista en el entorno del siglo xviii del barrio. Al igual que con proyectos previos, unos abundantes espacios verdes eran fundamentales para la visión de Pei, que también añadió petit hôtels tradicionales para ayudar a suavizar la transición entre el diseño clásico y el moderno.

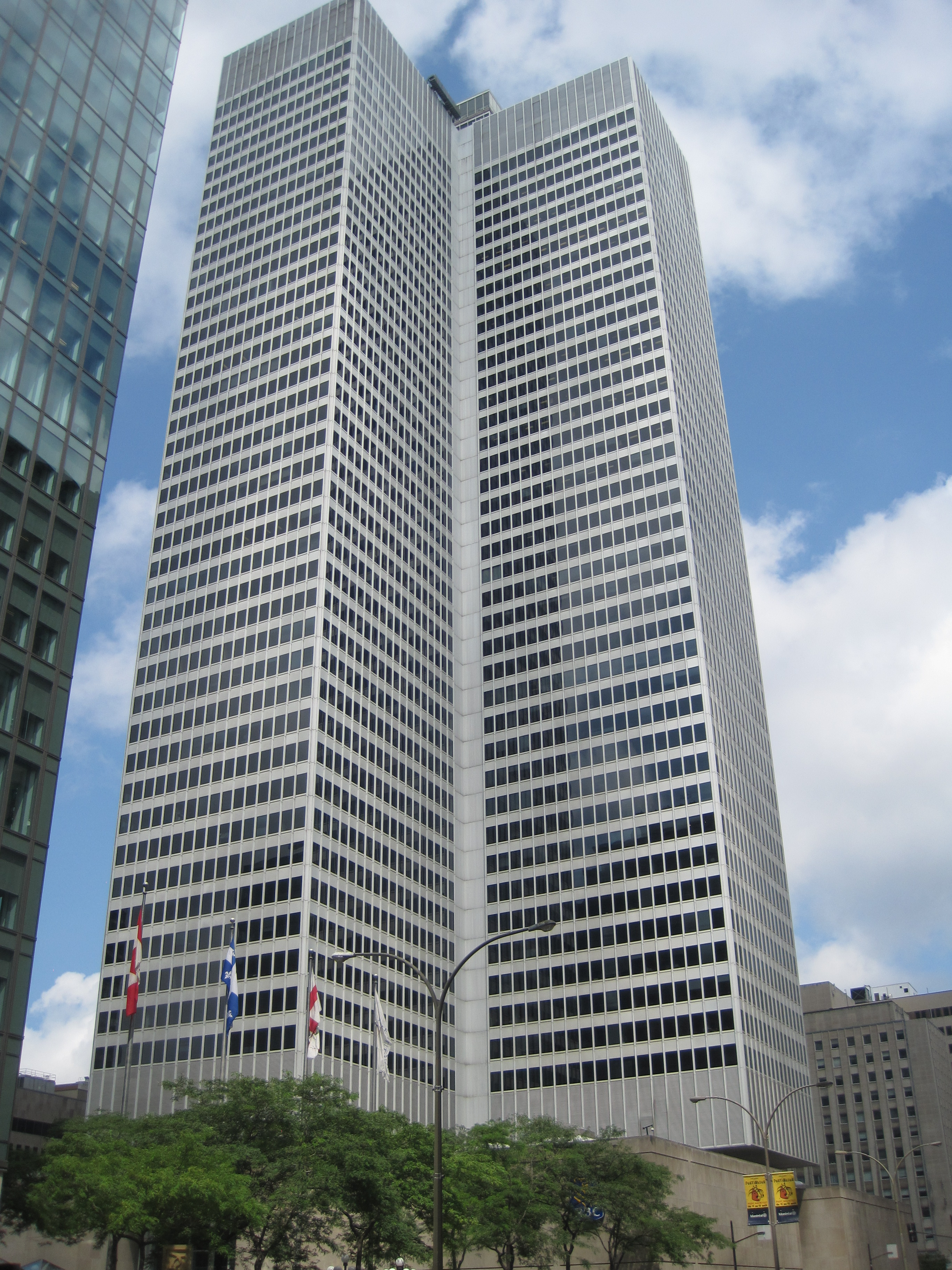
Place Ville Marie, Montreal.

Entre 1958 y 1963 Pei y Ray Affleck desarrollaron una manzana clave del centro de Montreal mediante un proceso en fases que incluyó uno de los edificios más admirados de Pei en la Commonwealth, la torre cruciforme conocida como Royal Bank Plaza (Place Ville Marie). Según The Canadian Encyclopedia, «su gran plaza y sus edificios de oficinas, diseñados por el famoso arquitecto internacional I. M. Pei, ayudaron a establecer nuevos estándares arquitectónicos en Canadá en los años sesenta… La suave superficie de aluminio y vidrio de la torre y su forma geométrica nítida sin adornos demuestran la adherencia de Pei a la corriente mayoritaria del diseño moderno del siglo xx».

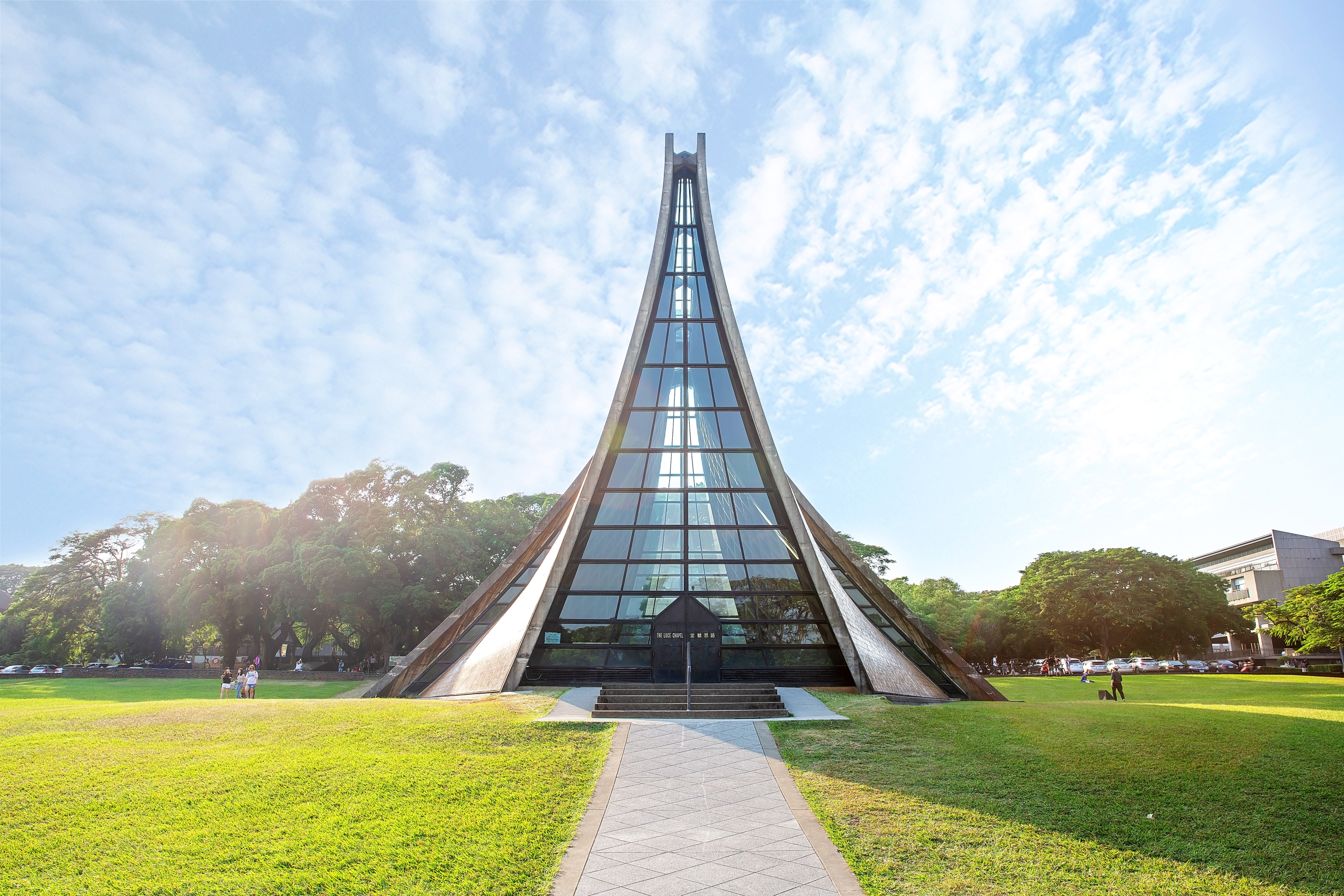
Capilla Conmemorativa Luce, Taichung.

Aunque estos proyectos fueron satisfactorios, Pei quería conseguir un nombre independiente para él mismo. En 1959 fue contactado por el MIT para que diseñara un edificio para su programa de ciencias de la Tierra. En su proyecto del Green Building, Pei continuó con el diseño en cuadrícula de Kips Bay y Society Hill. La pasarela peatonal en la planta baja, sin embargo, era propensa a repentinas ráfagas de viento, lo que avergonzó a Pei. «Aquí estaba yo del MIT», dijo, «y no conocía los efectos de túnel de viento». Al mismo tiempo, diseñó la Capilla Conmemorativa Luce en la Universidad Tunghai de Taichung, Taiwán. Esta imponente estructura, encargada por la misma organización que había dirigido su escuela secundaria en Shanghái, rompió drásticamente con los patrones cubistas en cuadrícula de sus proyectos urbanos anteriores.
El reto de coordinar estos proyectos se cobró un peaje artístico en Pei, pues él era responsable de conseguir nuevos encargos y de supervisar los proyectos. Como resultado, se sentía desconectado del verdadero trabajo creativo. «El diseño es algo sobre lo que tienes que poner tu mano», dijo. «Mientras mi gente tenía el lujo de hacer un solo trabajo a la vez, yo tenía que seguir la pista de toda la empresa». Su insatisfacción alcanzó su punto álgido en un momento en el que los problemas financieros empezaron a afectar a la empresa de Zeckendorf. I. M. Pei and Associates rompió oficialmente con Webb and Knapp en 1960, lo que benefició a Pei artísticamente pero le dolió personalmente, ya que había desarrollado una estrecha amistad con Zeckendorf, y ambos estaban tristes de que sus caminos se separaran.

### NCAR y proyectos relacionados

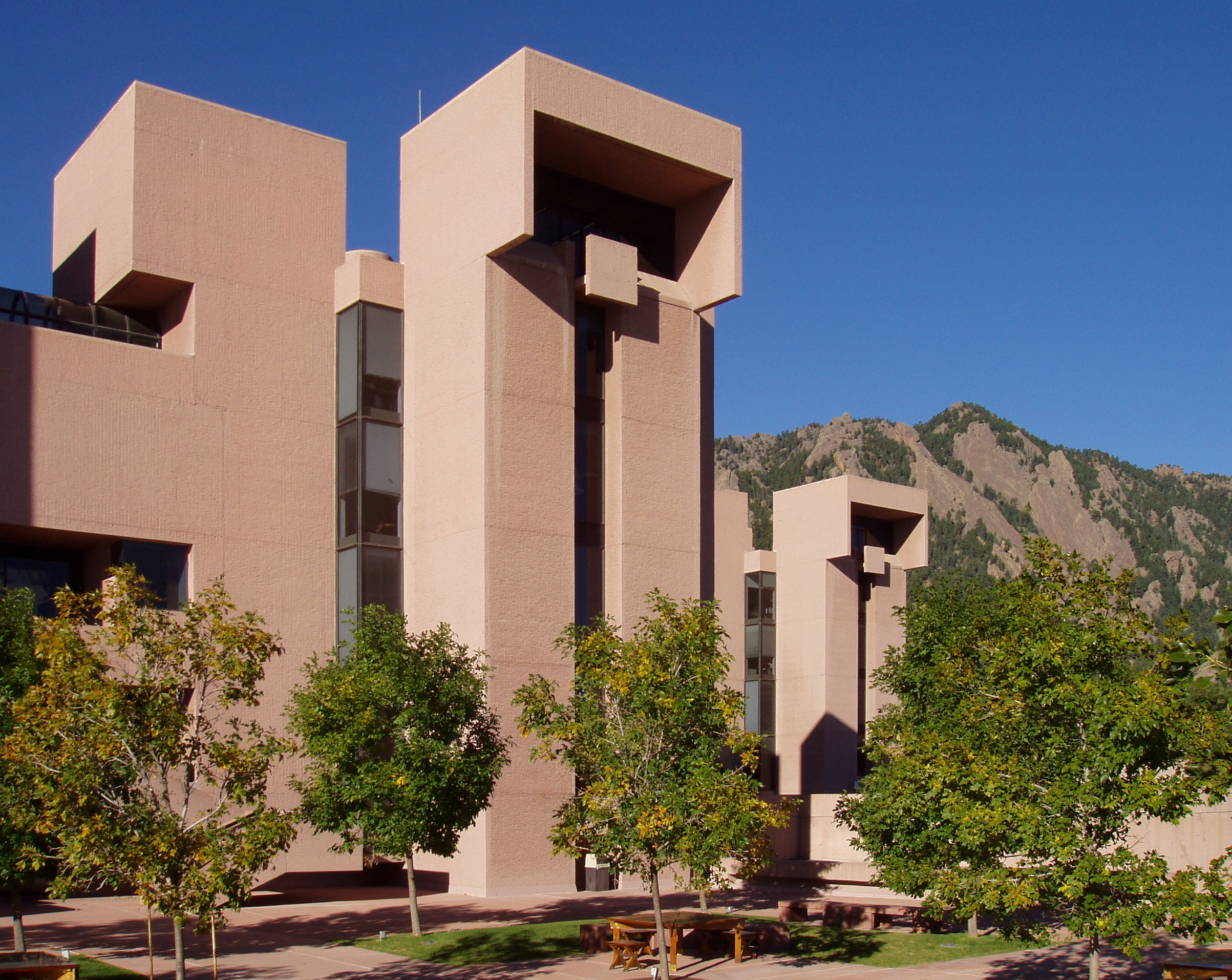
Pei dijo que quería que el Laboratorio Mesa del Centro Nacional de Investigación Atmosférica pareciera «como si estuviera tallado en la montaña».

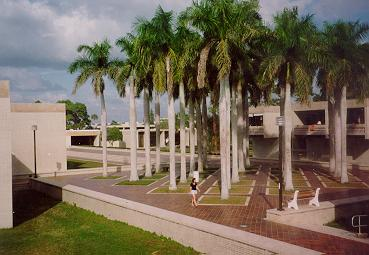
Al igual que en el NCAR, Pei combinó elementos cubistas y naturales cuando diseñó las residencias universitarias del New College of Florida a mediados de los años sesenta.

Pei pudo volver al diseño cuando en 1961 Walter Orr Roberts le encargó que diseñara el nuevo Laboratorio Mesa para el Centro Nacional de Investigación Atmosférica (NCAR) cerca de Boulder, Colorado. Este proyecto difería de las anteriores obras urbanas de Pei: se encontraba en una zona abierta en las estribaciones de las Montañas Rocosas. Recorrió la zona junto con su esposa, visitando diferentes edificios e inspeccionando los entornos naturales. Quedó impresionado por la Academia de la Fuerza Aérea de los Estados Unidos en Colorado Springs, pero sintió que estaba «separada de la naturaleza».
La fase de conceptualización fue muy importante para Pei, ya que le presentó la necesidad y la oportunidad para romper con la tradición de la Bauhaus. Posteriormente recordó los largos períodos de tiempo que pasó en la zona: «Recordé los lugares que había visto con mi madre cuando era un niño, los retiros budistas situados en la cima de una montaña. Allí, en las montañas de Colorado, intenté escuchar el silencio de nuevo, como me había enseñado mi madre. La investigación de la zona se convirtió en una especie de experiencia religiosa para mí». Pei también se inspiró en las viviendas talladas en la montaña de los anasazis en el parque nacional Mesa Verde; quería que los edificios existieran en armonía con su entorno natural. Con este objetivo, pidió un proceso de tratamiento de la roca que pudiera hacer que el color de los edificios coincidiera con el de las montañas cercanas. También colocó el complejo mirando hacia la ciudad, y diseñó una carretera de acceso larga, sinuosa e indirecta.
A Roberts no le gustaron los diseños iniciales de Pei, y los denominó «solo un puñado de torres». Roberts realizó este comentario como típico de la experimentación científica, en lugar de una crítica artística; no obstante, Pei quedó frustrado. Su segundo intento, sin embargo, encajó perfectamente con la visión de Roberts: una serie espaciada de edificios agrupados, unidos por estructuras más bajas y complementados por dos niveles subterráneos. El complejo usa muchos elementos de diseño cubista, y las pasarelas están dispuestas para aumentar la probabilidad de encuentros casuales entre colegas.
Una vez que se construyó el laboratorio, aparecieron varios problemas con su construcción. Las fugas en el techo causaron dificultades para los investigadores, y el desplazamiento del suelo arcilloso bajo el complejo causó grietas en los edificios, que eran caras de reparar. No obstante, tanto el arquitecto como el director del proyecto quedaron satisfechos con el resultado final. Pei se refirió al complejo NCAR como su «edificio de ruptura», y siguió siendo amigo de Roberts hasta que el científico falleció en marzo de 1990.
El éxito del NCAR atrajo una atención renovada a la capacidad de diseño de Pei. Por esta razón, fue contratado para trabajar en varios proyectos, como la S. I. Newhouse School of Public Communications de la Universidad de Syracuse, el Everson Museum of Art en Syracuse, la terminal de Sundrome en el Aeropuerto Internacional John F. Kennedy de Nueva York, y las residencias universitarias del New College of Florida.

### Biblioteca de Kennedy

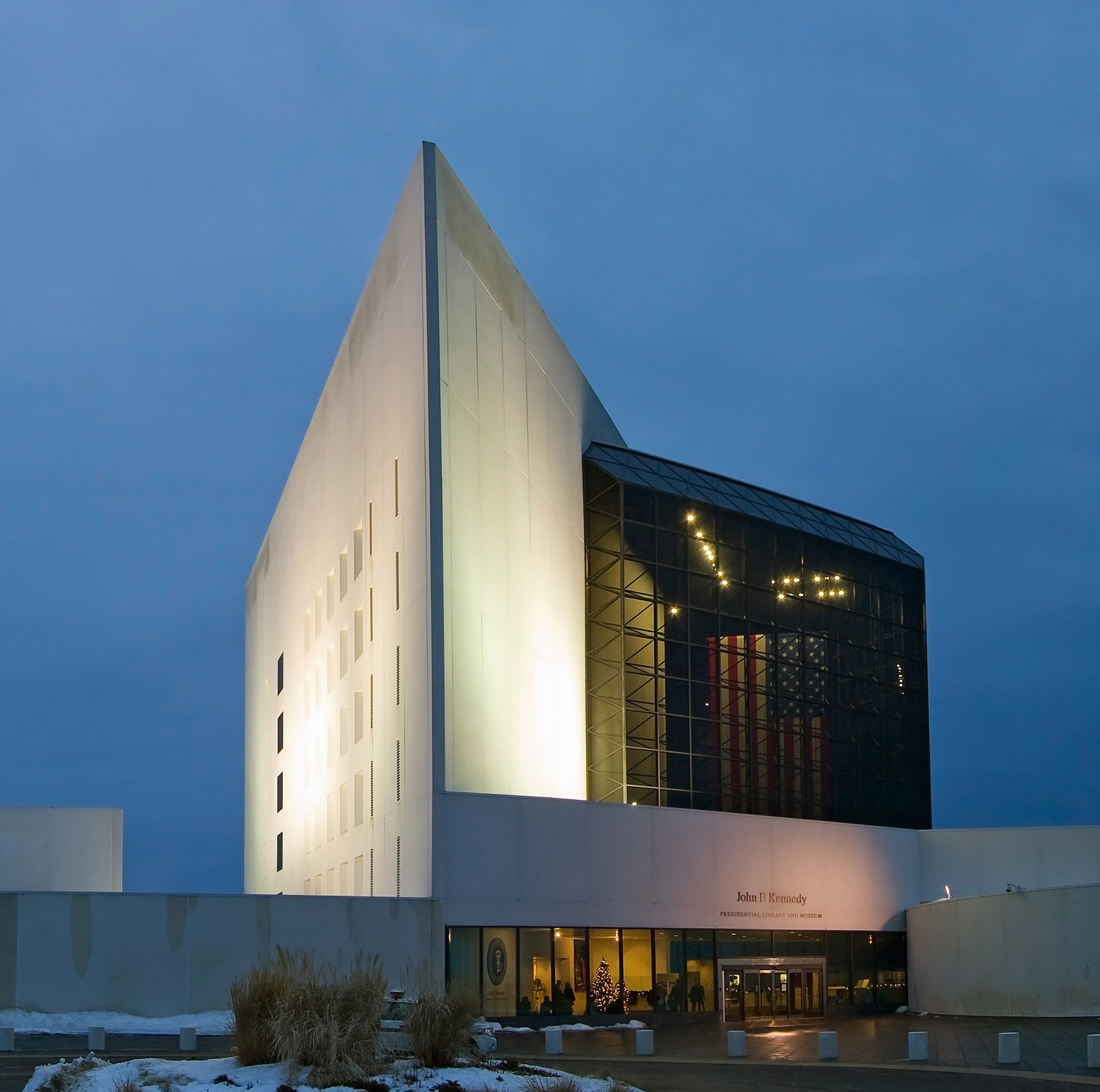
Pei consideró a la Biblioteca de John F. Kennedy «el encargo más importante» de su vida.

Después de que el presidente John F. Kennedy fuera asesinado en noviembre de 1963, su familia y amigos discutieron sobre cómo construir una biblioteca que sirviera como monumento conmemorativo apropiado. Se formó un comité para asesorar a la viuda de Kennedy, Jacqueline, que tomaría la decisión final. El comité deliberó durante meses y consideró muchos arquitectos famosos. Finalmente, Kennedy escogió a Pei para que diseñara la biblioteca, basándose en dos consideraciones. Primero, apreció la variedad de ideas que había usado para proyectos anteriores. «Parecía que no tenía solo una manera de resolver un problema», dijo. «Parecía que enfocaba cada encargo pensando solo en él y entonces desarrollaba una manera de hacer algo bello». Finalmente, sin embargo, Kennedy tomó su decisión basándose en su conexión personal con Pei, y dijo que fue «una decisión emocional». Explicó: «Tenía tanto potencial, como Jack; nacieron en el mismo año. Decidí que sería divertido emprender el proyecto con él».
El proyecto estuvo plagado de problemas desde el principio. El primero fue su alcance. El presidente Kennedy había empezado a considerar la estructura de su biblioteca poco después de asumir el cargo, y quería incluir archivos de su administración, un museo de objetos personales y un instituto de ciencia política. Tras su asesinato, la lista se amplió para incluir un tributo conmemorativo al difunto presidente. La gran cantidad de usos previstos complicó el proceso de diseño y causó retrasos significativos.
El primer diseño propuesto por Pei incluía una gran pirámide de vidrio que llenaría de luz natural el interior y pretendía representar el optimismo y la esperanza que había simbolizado la administración de Kennedy para muchos estadounidenses. A Jacqueline Kennedy le gustó el diseño, pero se produjo oposición en Cambridge, el primer lugar propuesto para el edificio, desde el momento en el que se anunció el proyecto. A muchos miembros de la comunidad les preocupaba que la biblioteca se convirtiera en una atracción turística y causara problemas, en particular con la congestión del tráfico. A otros les preocupaba que el diseño chocara con el estilo arquitectónico de la cercana Harvard Square. A mediados de los años setenta, Pei intentó proponer un nuevo diseño, pero los oponentes de la biblioteca resistieron todos sus esfuerzos. Estos sucesos afectaron a Pei, que había mandado a sus tres hijos a estudiar a Harvard, y aunque raramente comentaba su frustración, era evidente para su esposa: «Podía saber lo cansado que estaba por la manera en la que abría la puerta al final del día», dijo. «Arrastraba sus pasos. Fue muy duro para él ver que tantas personas no querían el edificio».
Finalmente, el proyecto se trasladó a Columbia Point, cerca de la Universidad de Massachusetts en Boston. El nuevo lugar no era ideal: estaba situado en un antiguo vertedero, y justo encima de una gran tubería de aguas residuales. El equipo de Pei añadió más relleno para cubrir la tubería y desarrolló un elaborado sistema de ventilación para neutralizar el olor. Se desveló un nuevo diseño, que combinaba un gran atrio cuadrado cubierto por vidrio con una torre triangular y una pasarela circular.
La Biblioteca de John F. Kennedy fue inaugurada el 20 de octubre de 1979. A los críticos, en general, les gustó el edificio, pero el arquitecto no estaba satisfecho. Los años de conflicto y concesiones habían cambiado la naturaleza del diseño, y Pei sentía que el resultado final no tenía su pasión original. «Quería dar algo muy especial a la memoria del presidente Kennedy», dijo en 2000. «Podía y debía de haber sido un gran proyecto». No obstante, el trabajo de Pei en el proyecto de Kennedy aumentó su reputación como arquitecto.

### Pei Plan, Oklahoma City
El Pei Plan fue una fallida iniciativa de recalificación urbana diseñada para el centro de Oklahoma City (Oklahoma) en las décadas de 1960 y 1970. Es el nombre informal de dos encargos relacionados de Pei, el Central Business District General Neighborhood Renewal Plan (diseño completado en 1964) y el Central Business District Project I-A Development Plan (diseño completado en 1966). Fue adoptado formalmente en 1965, e implementado en varias fases públicas y privadas durante los años sesenta y setenta.
El proyecto contemplaba la demolición de cientos de edificios antiguos del centro en favor de nuevos desarrollos de aparcamiento, oficinas y comercios, además de proyectos públicos como un centro de convenciones y unos jardines botánicos. Fue el modelo dominante para el desarrollo del centro de Oklahoma City desde su creación hasta la década de 1970. El proyecto generó opiniones encontradas: consiguió que se construyeran oficinas y aparcamientos pero no consiguió atraer los desarrollos comerciales y residenciales previstos. También se desarrolló una oposición pública significativa como consecuencia de la destrucción de muchos edificios históricos. Como resultado, el ayuntamiento de Oklahoma City evitó proyectos urbanísticos a gran escala en el centro durante los años ochenta y principios de los noventa, hasta la aprobación de la iniciativa Metropolitan Area Projects (MAPS) en 1993.

### Cathedral Square, Providence

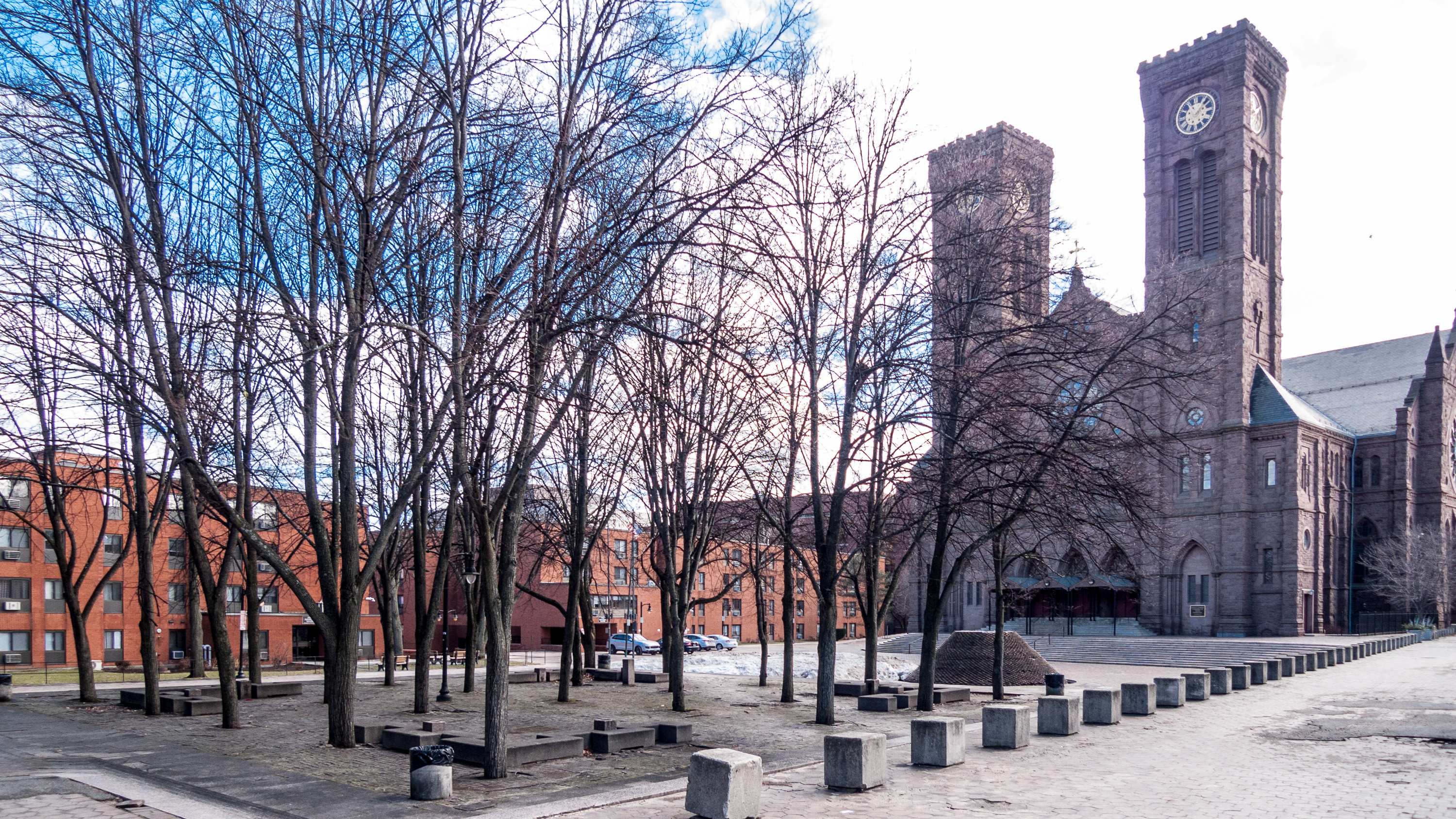
La Cathedral Square de Providence, inspirada en un ágora griego.

Otra ciudad que pensó en Pei para su renovación urbana en esta época fue Providence (Rhode Island). A finales de los años sesenta, Providence contrató a Pei para que rediseñara la Cathedral Square, una plaza antiguamente bulliciosa que se había quedado abandonada, como parte de un ambicioso proyecto más grande para rediseñar el Downtown. La nueva plaza de Pei, inspirada en un ágora griego, fue inaugurada en 1972. Desafortunadamente, la ciudad se quedó sin dinero antes de que la visión de Pei se pudiera realizar completamente. Además, la reciente construcción de un complejo de viviendas sociales y la Interestatal 95 habían cambiado de manera permanente el carácter del barrio. En 1974, The Providence Evening Bulletin llamó a la nueva plaza de Pei un «notorio fracaso». En 2016, sin embargo, los medios de comunicación consideraban que la plaza era un «tesoro escondido» abandonado y poco vistado.

### Augusta, Georgia

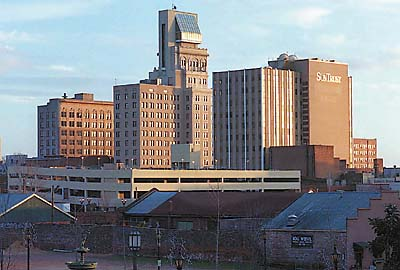
El característico ático moderno con forma de pirámide diseñado por Pei que se construyó sobre la cima del histórico Lamar Building en 1976.

En 1974, la ciudad de Augusta (Georgia) pensó en Pei y su estudio para la revitalización del centro. El edificio de la Cámara de Comercio y Bicentennial Park también se construyeron como parte de su proyecto. En 1976, Pei diseñó un característico ático moderno sobre el techo del histórico Lamar Building, diseñado por William Lee Stoddart en 1916. Este ático es una interpretación moderna de una pirámide, anticipando la famosa pirámide del Museo del Louvre de Pei. Fue criticado por el crítico de arquitectura James Howard Kunstler por ser la «atrocidad del mes», y lo comparó con el casco de Darth Vader. En 1980, Pei y su empresa diseñaron el Augusta Civic Center, conocido actualmente como James Brown Arena.

### Ayuntamiento de Dallas

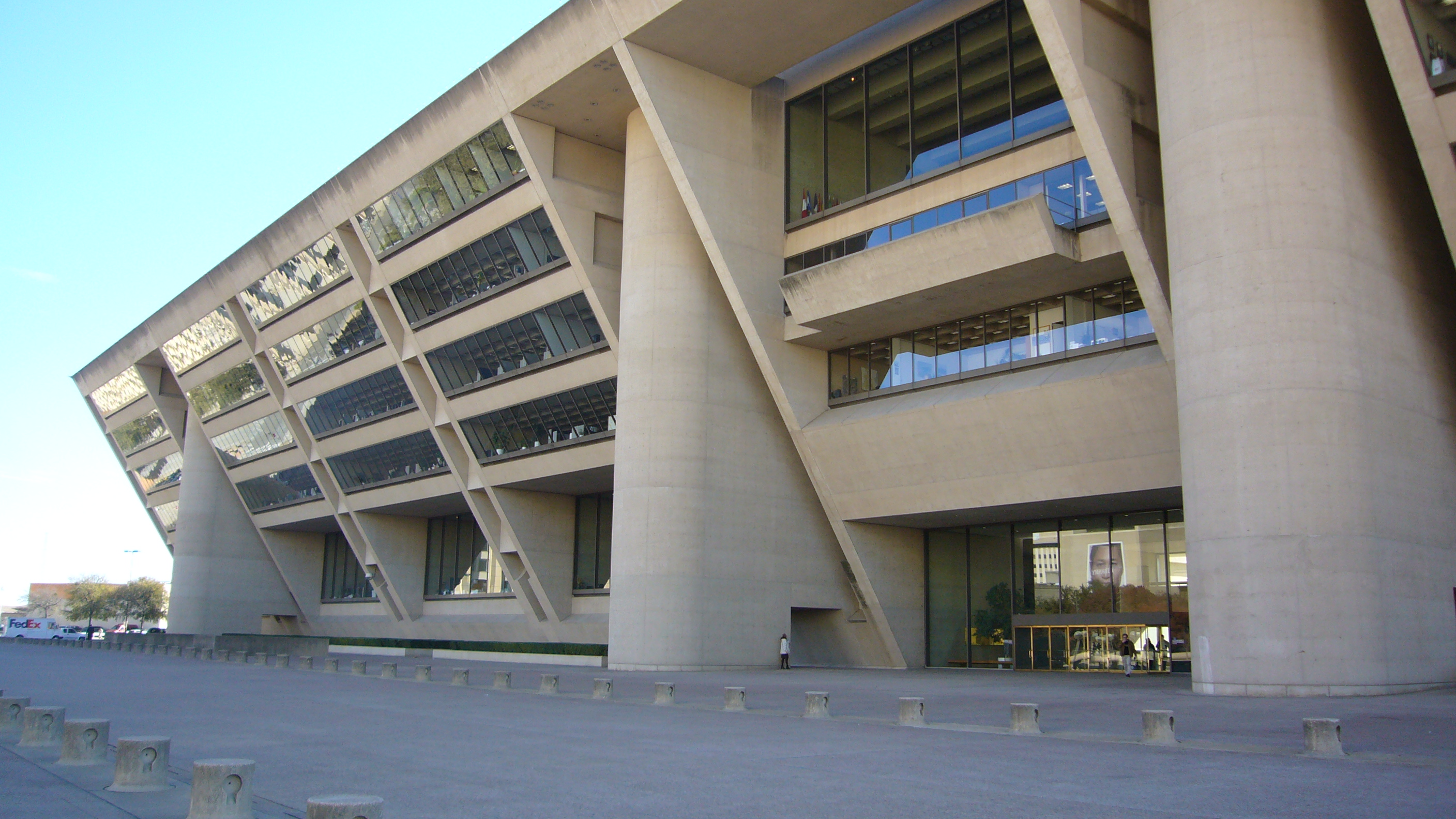
Pei quería que su diseño del Ayuntamiento de Dallas «transmitiera una imagen del pueblo».

El asesinato de Kennedy también provocó indirectamente otro encargo para el estudio de Pei. En 1964, el alcalde en funciones de Dallas, Erik Jonsson, empezó a trabajar para cambiar la imagen de la ciudad. Dallas era recordada por ser la ciudad donde fue asesinado el presidente, pero Jonsson puso en marcha un programa diseñado para iniciar una renovación de la localidad. Uno de los objetivos era un nuevo ayuntamiento que pudiera ser un «símbolo del pueblo». Jonsson, cofundador de Texas Instruments, conoció la obra de Pei gracias a su socio Cecil Howard Green, que había contratado al arquitecto para el Green Building del MIT.
El enfoque de Pei al nuevo Ayuntamiento de Dallas fue semejante al de otros proyectos: inspeccionó los alrededores y trabajó para hacer que el edificio encajara en su entorno. En el caso de Dallas, pasó varios días reuniéndose con residentes de la ciudad y quedó impresionado de su orgullo cívico. También observó que los rascacielos del distrito financiero dominaban las vistas de la ciudad, e intentó crear un edificio que pudiera enfrentarse a ellos y representar la importancia del sector público. Habló de crear un «diálogo entre lo público y lo privado con los rascacielos de oficinas».
Junto con su socio Theodore Musho, Pei desarrolló un diseño centrado en un edificio con una parte superior más ancha que la base; la fachada se inclina en un ángulo de 34 grados, lo que protege al edificio de la luz solar. Hay una plaza antes del edificio, y una serie de pilares lo sostiene. Su diseño se inspiró en el Edificio del Secretariado de Chandigarh (India) de Le Corbusier. Pei pretendió usar el considerable voladizo para unificar el edificio y la plaza. El proyecto costó mucho más de lo previsto inicialmente, y se tardó en completar once años. Bajo la plaza se construyó un aparcamiento con capacidad para 1325 vehículos, y los ingresos extras ayudaron a financiar la construcción. El interior del ayuntamiento es amplio y espacioso; las ventanas en el techo por encima de la octava planta llenan de luz el espacio principal.
La ciudad de Dallas recibió favorablemente el nuevo ayuntamiento, y cuando abrió oficialmente al público en 1978 encontró una aprobación unánime entre las televisiones locales. El propio Pei consideró el proyecto un éxito, pese a que le preocupaba la disposición de sus elementos. Dijo: «Es quizás más fuerte de lo que me hubiera gustado, tiene más fuerza que finura». Sentía que su relativa falta de experiencia le había dejado sin las herramientas de diseño necesarias para refinar su visión, pero a la comunidad le gustó el ayuntamiento lo suficiente para volver a encargarle proyectos: con el paso de los años diseñaría otros cinco edificios en la zona de Dallas.

### Hancock Tower, Boston

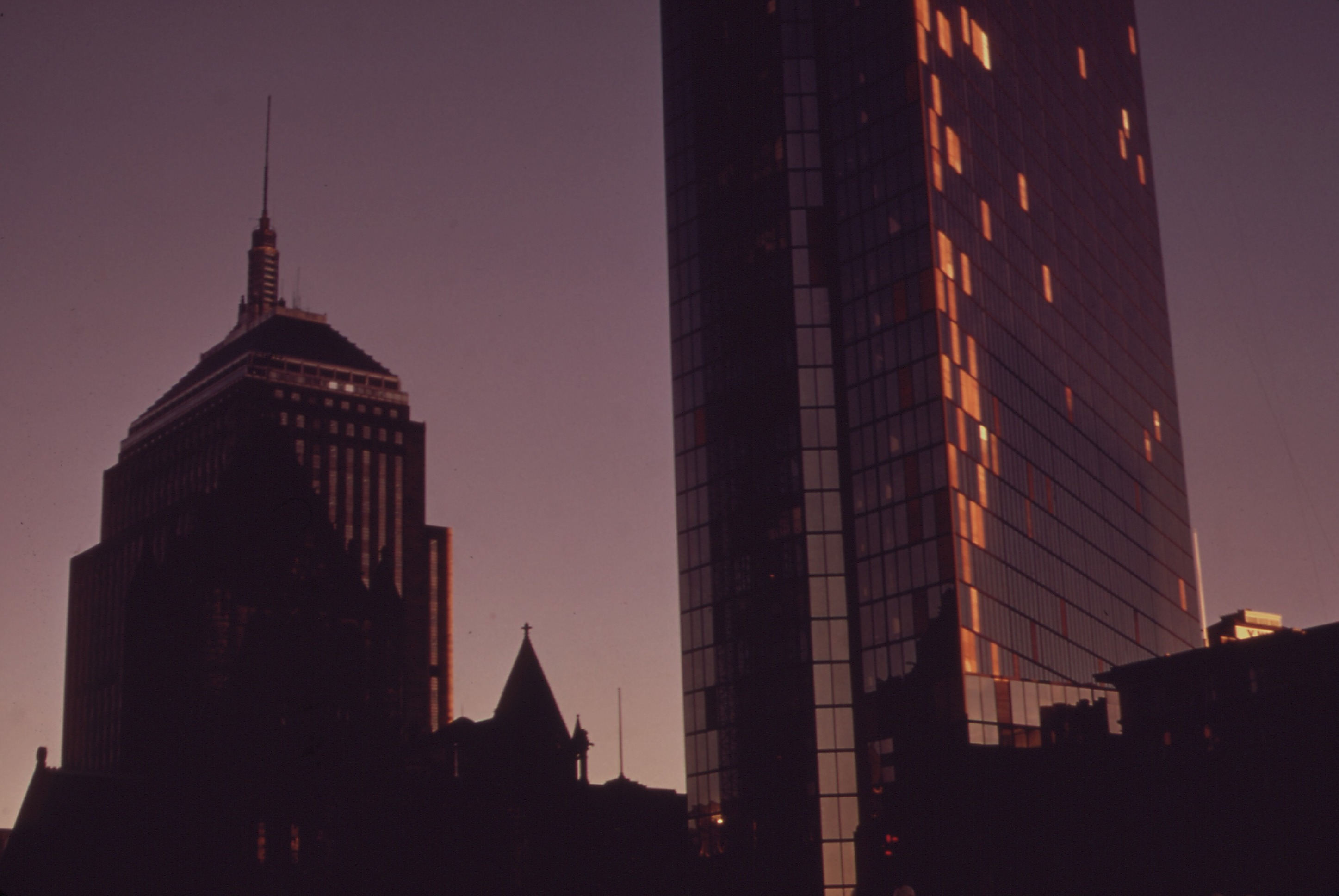
El desastroso fallo de las ventanas de la Hancock Tower hizo que se tuvieran que sustituir con paneles de contrachapado; algunos lo llamaron «el edificio de madera más alto del mundo».

Mientras Pei y Musho estaban coordinando el proyecto de Dallas, su socio Henry Cobb había tomado las riendas de un encargo en Boston. El presidente de John Hancock Insurance, Robert Slater, contrató a I. M. Pei & Partners para que diseñaran un edificio que pudiera eclipsar a la Prudential Tower, construida por su empresa rival, Prudential Insurance.
Después de que se descartara el primer proyecto del estudio debido a que se necesitaba más espacio de oficinas, Cobb desarrolló un nuevo proyecto consistente en un rascacielos con forma de paralelogramo, girado respecto a la iglesia de la Trinidad y acentuado por un corte con forma de cuña en cada uno de los lados cortos. Para minimizar el impacto visual, el edificio se cubrió con grandes paneles de vidrio reflectantes; Cobb dijo que esto haría que el edificio fuera el «fondo» de los edificios más antiguos que lo rodean. Cuando se completó en 1976, la Hancock Tower, se convirtió en el edificio más alto de Nueva Inglaterra.
Casi inmediatamente resultaron evidentes algunos problemas serios de ejecución en la torre. Muchos paneles de vidrio se rompieron en una tormenta de viento durante su construcción en 1973. Algunos de ellos se desprendieron y cayeron al suelo, sin causar heridos pero generando preocupación entre los residentes de Boston. En respuesta, toda la torre fue revestida con paneles más pequeños. Esto aumentó significativamente el coste del proyecto. Hancock demandó a los proveedores de vidrio, Libbey-Owens-Ford, y a I. M. Pei & Partners, por presentar proyectos que «no eran buenos ni profesionales». Libbey-Owens-Ford contrademandó a Hancock por difamación, acusando al estudio de Pei de hacer un mal uso de sus materiales; I. M. Pei & Partners demandó a Libbey-Owens-Ford a cambio. Las tres empresas llegaron a un acuerdo fuera del juzgado en 1981.
El proyecto se convirtió en un lastre para el estudio de Pei. El propio Pei se negó a hablar de él durante muchos años. El ritmo de nuevos encargos disminuyó y los arquitectos del estudio empezaron a buscar oportunidades en otros países. Cobb trabajó en Australia y Pei recibió encargos en Singapur, Irán y Kuwait. Aunque fue una época difícil para todos los implicados, Pei posteriormente reflexionó con paciencia sobre la experiencia. «Pasar por este juicio nos hizo más fuertes», dijo. «Nos ayudó a consolidarnos como socios, no nos dimos por vencidos».

### Edificio Este de la Galería Nacional, Washington D.C.
A mediados de los años sesenta, los directores de la Galería Nacional de Arte de Washington D. C. manifestaron la necesidad de un nuevo edificio. Paul Mellon, uno de los principales benefactores de la galería y miembro de su comité de construcción, se puso a trabajar con su ayudante J. Carter Brown —que se convertiría en director de la galería en 1969— para encontrar un arquitecto. La nueva estructura se situaría al este del edificio original, y tenía dos funciones: ofrecer un gran espacio para la apreciación pública de varias colecciones populares, y albergar oficinas y archivos. Compararon el alcance de la nueva instalación con la biblioteca de Alejandría. Tras examinar el trabajo de Pei en el Des Moines Art Center de Iowa y el Johnson Museum en la Universidad Cornell, decidieron ofrecerle el encargo.

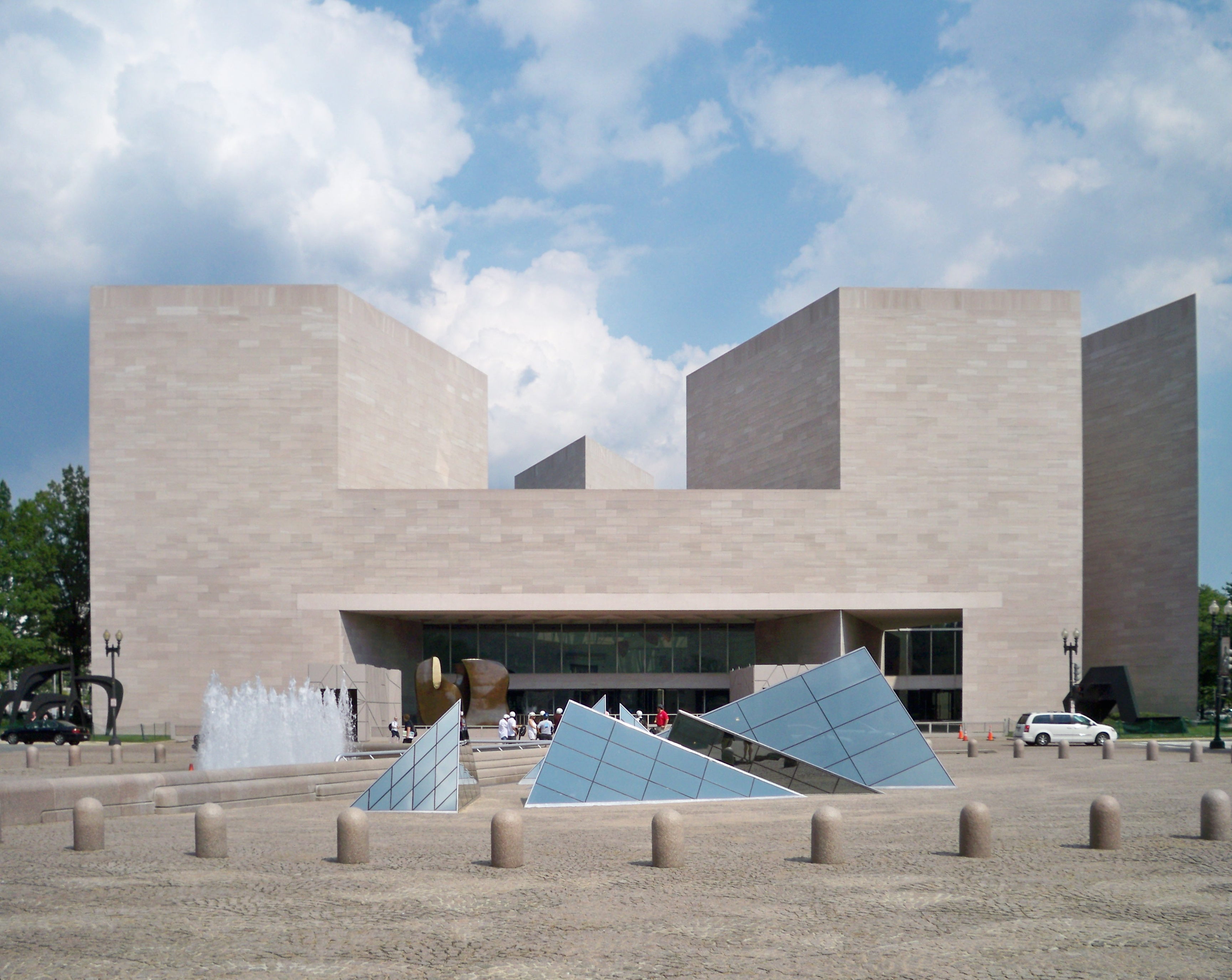
La revista Time tituló su crítica del diseño de Pei del Edificio Este Masterpiece on the Mall («Obra maestra en el Mall»).

Pei tomó el proyecto con energía, y se puso a trabajar con dos jóvenes arquitectos que había contratado recientemente para su estudio, William Pedersen y Yann Weymouth. Su primer obstáculo fue la inusual forma de la parcela, un trapecio de terreno en la intersección entre la avenida de la Constitución y la avenida Pensilvania. La inspiración le llegó a Pei en 1968, cuando garabateó un diagrama de dos triángulos en un trozo de papel. El edificio más grande sería la galería pública, y el más pequeño albergaría las oficinas y archivos. Esta forma triangular se convirtió en una visión singular para el arquitecto. Cuando se acercaba la fecha del inicio de las obras, Pedersen sugirió a su jefe que un enfoque ligeramente diferente haría que la construcción fuera más fácil. Pei simplemente sonrió y dijo: «Sin concesiones».
La creciente popularidad de los museos de arte presentó desafíos únicos para la arquitectura. Mellon y Pei esperaban que grandes multitudes de personas visitaran el nuevo edificio, y lo diseñaron de manera acorde. Para este objetivo, Pei diseñó un gran vestíbulo cubierto con enormes claraboyas. Las galerías individuales están situadas a lo largo de la periferia, lo que permite que los visitantes vuelvan a la espaciosa sala principal tras visitar cada exposición. Posteriormente se colocó en el vestíbulo una gran escultura móvil del artista americano Alexander Calder. Pei esperaba que el vestíbulo resultara «emocionante» para el público de la misma manera que la sala central del Museo Guggenheim de Nueva York. El museo moderno, dijo posteriormente, «debe prestar una mayor atención a su responsabilidad educativa, especialmente de los jóvenes».

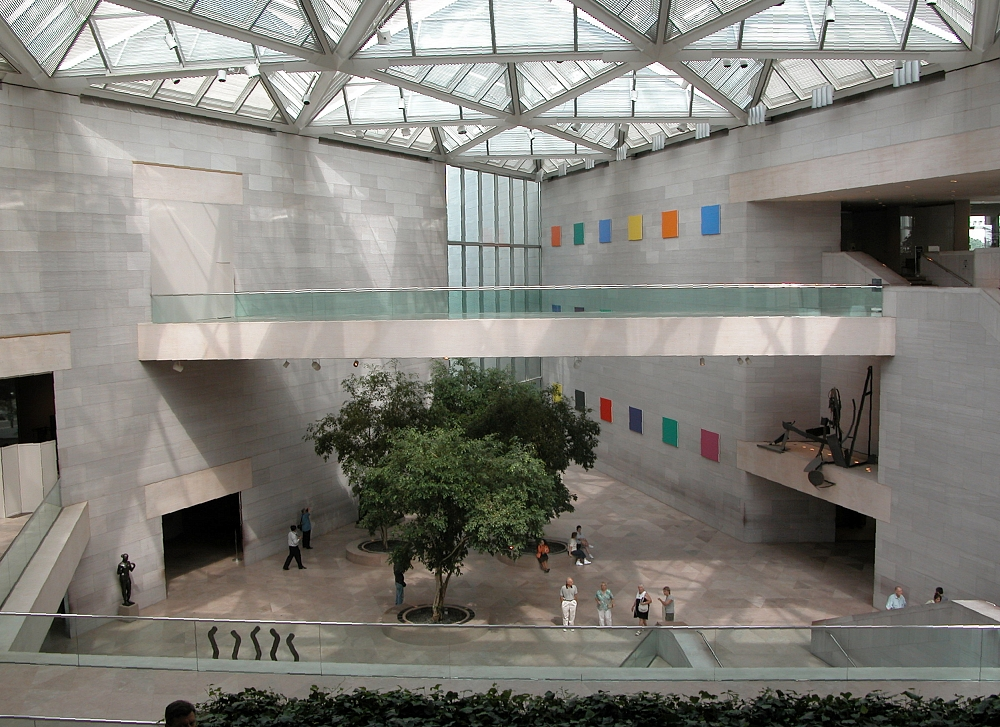
El crítico Richard Hennessy se quejó en Artforum del «ambiente cómico» del Edificio Este.

Los materiales para el exterior del edificio se escogieron con cuidadosa precisión. Para igualar el aspecto y textura de las paredes de mármol de la galería original, los constructores reabrieron la cantera de Knoxville (Tennessee) de la que se extrajo el primer lote de piedra, e incluso buscaron y contrataron a Malcolm Rice, el trabajador de la cantera que había supervisado el proyecto original de la galería de 1941. El mármol se cortó en bloques de 8 cm de grosor y se dispuso sobre los cimientos de hormigón, con bloques más oscuros en la parte baja y bloques más claros en la parte superior.
El Edificio Este fue inaugurado el 30 de mayo de 1978, dos días antes de su inauguración pública, con una fiesta de gala a la que asistieron celebridades, políticos, benefactores y artistas. Cuando abrió al público, la opinión popular fue entusiasta. Grandes multitudes visitaron el nuevo museo, y los críticos generalmente expresaron su aprobación. Ada Louise Huxtable escribió en The New York Times que el edificio de Pei era «una suntuosa declaración del alojamiento creativo del arte y la arquitectura contemporáneos». El ángulo agudo del edificio más pequeño ha sido una particular nota de alabanza para el público; con el paso de los años se ha manchado y desgastado por las manos de los visitantes.
Sin embargo, a algunos críticos no les gustó el inusual diseño, y criticaron la dependencia en los triángulos por todo el edificio. Otros se mostraron en desacuerdo con el gran vestíbulo principal, particularmente su intento de atraer visitantes casuales. En su crítica para Artforum, Richard Hennessy describió un «ambiente cómico» y un «aura de antiguo mecenazgo romano». No obstante, uno de los primeros y mayores críticos pasó a apreciar la nueva galería cuando la vio en persona. Allan Greenberg había criticado el diseño cuando fue desvelado por primera vez, pero escribió más tarde a J. Carter Brown: «Me veo obligado a admitir que tenías razón y yo estaba equivocado. El edificio es una obra maestra».

### Fragrant Hill Hotel, China
Después de que el presidente de los Estados Unidos Richard Nixon hiciera su famosa visita a China en 1972, tuvo lugar una ola de intercambios entre los dos países. Uno de estos fue una delegación del American Institute of Architects enviada en 1974, en la que participó Pei. Fue su primer viaje a China desde que en 1935 se marchó hacia América. Fue recibido favorablemente, devolvió su bienvenida con comentarios positivos, y siguieron una serie de conferencias. Pei observó en una de estas conferencias que desde los años cincuenta los arquitectos chinos se habían contentado con imitar los estilos occidentales, e instó a su audiencia a que buscaran las tradiciones chinas para inspirarse.

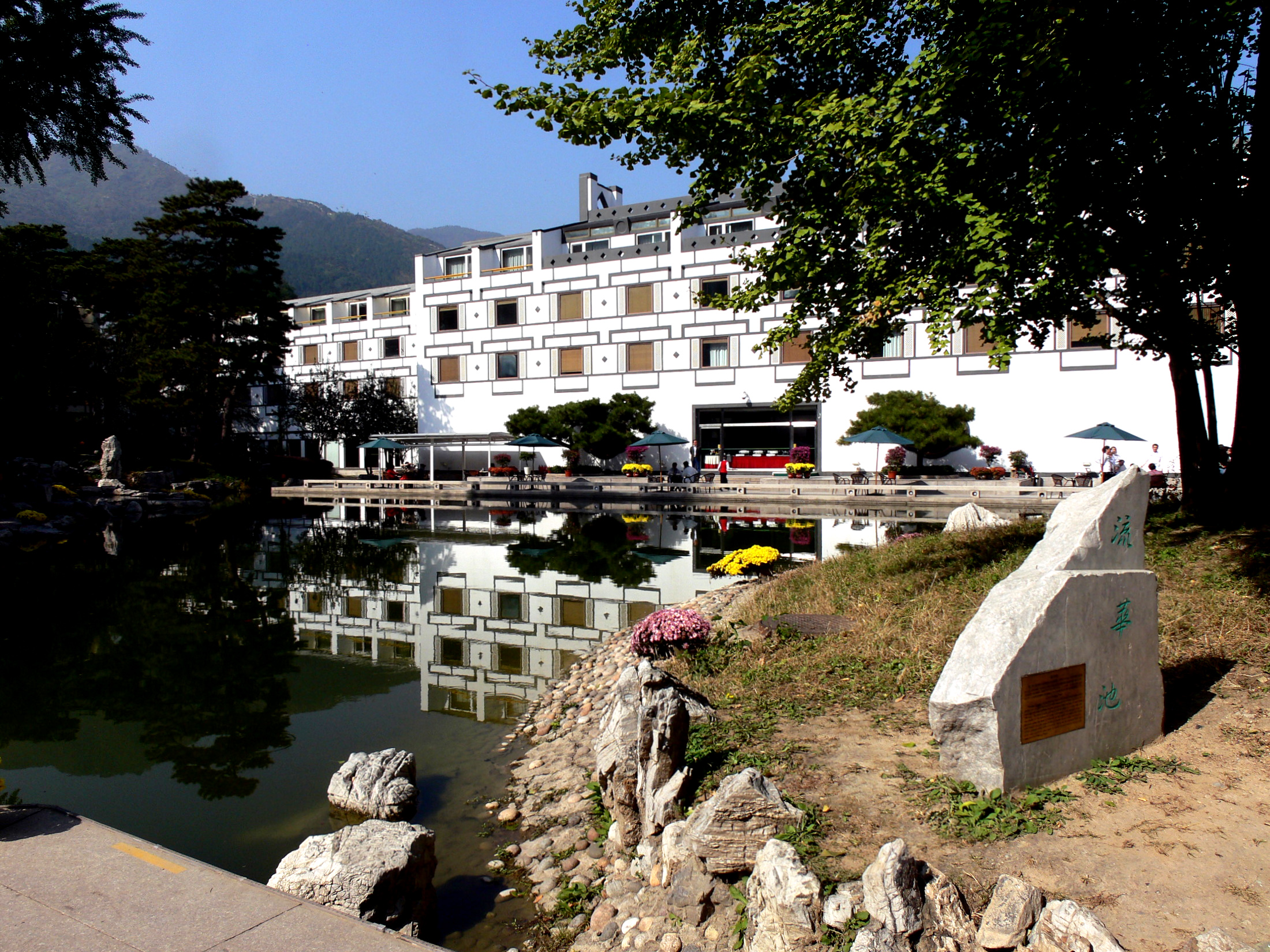
Pei se quedó sorprendido por la resistencia del público a su diseño tradicional del hotel en el parque Xiangshan. «Muchos pensaban que estaba siendo reaccionario», dijo.

En 1978, le pidieron a Pei que iniciara un proyecto para su país de origen. Tras inspeccionar varias ubicaciones diferentes, Pei se enamoró de un valle conocido como parque Xiangshan, que había servido antiguamente como jardín imperial y reserva de caza. El lugar albergaba un hotel decrépito; le propusieron a Pei que lo derribara y construyera uno nuevo. Como siempre, para iniciar el proyecto consideró cuidadosamente el contexto y uso, y concluyó que los estilos modernos eran inapropiados para el escenario. Por tanto, dijo que era necesario encontrar «una tercera vía».
Tras visitar su casa ancestral en Suzhou, Pei creó un diseño basado en algunas técnicas simples pero matizadas que admiraba en edificios residenciales chinos tradicionales. Entre estas técnicas estaban los jardines abundantes, la integración con la naturaleza, y la consideración de la relación entre cierre y apertura. El diseño de Pei incluía un gran atrio central cubierto con paneles de cristal que funcionaba de manera parecida al gran espacio central de su Edificio Este de la Galería Nacional. Las aperturas de varias formas en las paredes invitaban a los huéspedes a ver el escenario natural en el que se encontraba el hotel. Los chinos más jóvenes, que esperaban que el edificio mostrara parte del estilo cubista por el que era conocido Pei, quedaron decepcionados, pero el nuevo hotel fue mejor recibido por los arquitectos y oficiales del gobierno.
El hotel, que tiene 325 habitaciones y un atrio central de cuatro plantas, fue diseñado para que encajara perfectamente en su entorno natural. Los árboles de la zona eran de especial interés, y se tuvo un cuidado particular para talar el menor número posible de ellos. Trabajó junto con un experto de Suzhou para conservar y renovar un laberinto de agua del hotel original, uno de los solo cinco que había en todo el país. Pei también fue muy meticuloso con la disposición de los elementos en el jardín detrás del hotel; incluso insistió en transportar 210 toneladas de rocas del suroeste de China para adaptarse a la estética natural. Un socio de Pei dijo posteriormente que nunca lo había visto tan implicado en un proyecto.
Durante la construcción, una serie de errores se sumaron a la falta de tecnología del país para tensionar las relaciones entre los arquitectos y los constructores. Mientras que en los Estados Unidos se hubieran usado unos doscientos trabajadores para un edificio similar, en el proyecto del parque Xiangshan trabajaron más de tres mil personas. Esto se debió principalmente a que la empresa constructora no tenía las sofisticadas máquinas usadas en otros países. Los problemas continuaron durante meses, hasta que Pei tuvo un atípico arranque de temperamento en una reunión con oficiales chinos. Posteriormente explicó que «gritó y golpeó la mesa» en frustración. El equipo de diseño observó una diferencia en la manera de trabajar del personal tras la reunión. A medida que se acercaba la apertura, sin embargo, Pei observó que el hotel todavía necesitaba trabajo. Empezó a limpiar suelos con su esposa y ordenó a sus hijos que hicieran las camas y aspiraran los suelos. Las dificultades del proyecto se cobraron un peaje físico y emocional en la familia de Pei.
El Fragrant Hill Hotel abrió el 17 de octubre de 1982 pero rápidamente cayó en mal estado. Un miembro del equipo de Pei volvió para una visita varios años después y confirmó la condición descuidada del hotel. Él y Pei lo atribuyeron a la falta de familiaridad general con los edificios de lujo del país. La comunidad arquitectónica china le prestó poca atención al edificio en la época, debido a que entonces su interés estaba centrado en la obra de los posmodernos estadounidenses como Michael Graves.

### Javits Convention Center, Nueva York

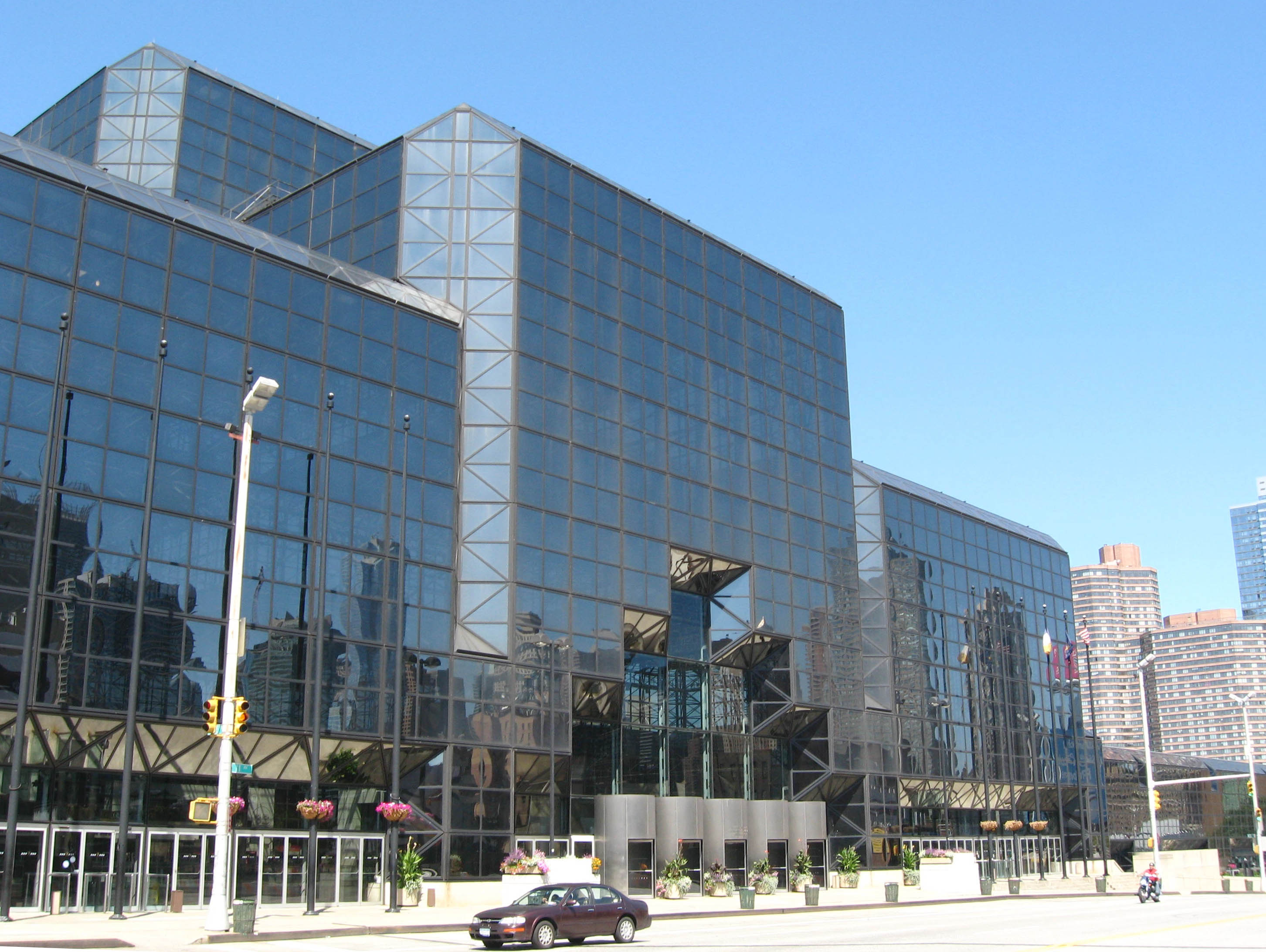
Pei dijo sobre el Jacob K. Javits Convention Center: «Las complicaciones superaron incluso mis expectativas».

Cuando el proyecto del parque Xiangshan estaba cerca de su finalización, Pei empezó a trabajar en el Jacob K. Javits Convention Center de Nueva York, para el que su socio James Freed trabajó como diseñador jefe. Esperando crear una vibrante institución comunitaria en el que era entonces un barrio deprimido del West Side de Manhattan, Freed desarrolló una estructura recubierta de vidrio con una intrincada malla espacial de barras de metal y esferas interconectadas.
Las obras del centro de convenciones estuvieron plagadas desde el inicio por problemas presupuestarios y errores de construcción. Las regulaciones de la ciudad prohíben que un contratista general tenga la autoridad final sobre el proyecto, por lo que los arquitectos y el director del programa Richard Kahan tenían que coordinar la gran cantidad de constructores, fontaneros, electricistas y otros trabajadores. Los globos de acero forjado que se usarían en la malla espacial llegaron a la parcela con grietas finas y otros defectos: doce mil de ellos fueron rechazados. Estos y otros problemas provocaron que los medios hicieran comparaciones con la desastrosa Hancock Tower. Un oficial de Nueva York culpó a Kahan de las dificultades, indicando que las florituras arquitectónicas del edificio eran responsables de los retrasos y crisis financieras. El Javits Center abrió sus puertas el 3 de abril de 1986, con una recepción generalmente positiva. Durante las ceremonias de inauguración, sin embargo, ni Freed ni Pei fueron reconocidos por su papel en el proyecto.

### Pirámide del Museo del Louvre, París

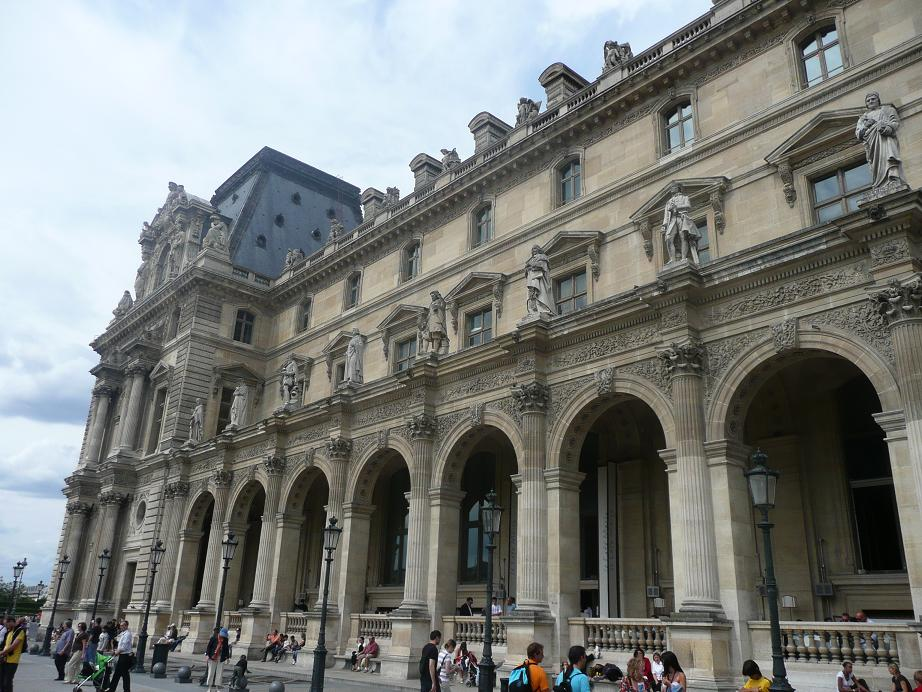
Pei era muy consciente, tal y como él dijo, de que «la historia de París estaba incrustada en las piedras del Louvre».

Cuando François Mitterrand fue elegido presidente de Francia en 1981, elaboró un ambicioso plan que contemplaba varios proyectos arquitectónicos. Uno de estos era la renovación del Museo del Louvre; Mitterrand nombró a un funcionario llamado Émile Biasini para que lo supervisara. Tras visitar museos en Europa y en los Estados Unidos, incluida la Galería Nacional de Arte, pidió a Pei que se uniera al equipo. El arquitecto hizo tres viajes secretos a París para determinar la viabilidad del proyecto; solo un empleado del museo sabía por qué motivo estaba allí. Pei finalmente aceptó que no solo era posible un proyecto de reconstrucción, sino necesario para el futuro del museo. Se convirtió así en el primer arquitecto extranjero que trabajó en el Louvre.
El nuevo proyecto no solo incluía una renovación del Cour Napoléon, que se encuentra en el centro de los edificios, sino también una transformación de los interiores. Pei propuso una entrada central, no muy diferente del vestíbulo del Edificio Este de la Galería Nacional, que conectaría los tres edificios principales. Por debajo estaría un complejo de varias plantas dedicadas a la investigación, almacenamiento y mantenimiento. En el centro del patio diseñó una pirámdie de vidrio y acero, propuesta primero para la Biblioteca de Kennedy, que serviría como entrada y claraboya. Esta pirámide era reflejada por otra pirámide invertida más abajo, que reflejaba la luz solar en la habitación. Estos diseños eran parcialmente un homenaje a la delicada geometría del famoso arquitecto paisajista francés André Le Nôtre (1613–1700). Pei también consideró que la forma de pirámide era la más apropiada para conseguir una transparencia estable, y dijo que era «la más compatible con la arquitectura del Louvre, especialmente con los planos facetados de sus cubiertas».
A Biasini y Mitterrand les gustó el proyecto, pero el alcance de la renovación disgustó al director del Louvre, André Chabaud, quien renunció a su cargo, quejándose de que el proyecto era «inviable» y de que planteaba «riesgos arquitectónicos». El público también reaccionó duramente al diseño, principalmente debido a la pirámide. Un crítico la denominó «un artilugio gigantesco y ruinoso»; otro acusó a Mitterrand de «despotismo» por imponer a París la «atrocidad». Pei estimó que el 90 % de los parisinos se oponían a su diseño. «Recibí muchas miradas airadas en las calles de París», dijo. Algunas críticas tenían connotaciones nacionalistas. Por ejemplo, un oponente escribió: «Me sorprende que se busque a un arquitecto chino en América para tratar con el corazón histórico de la capital francesa».

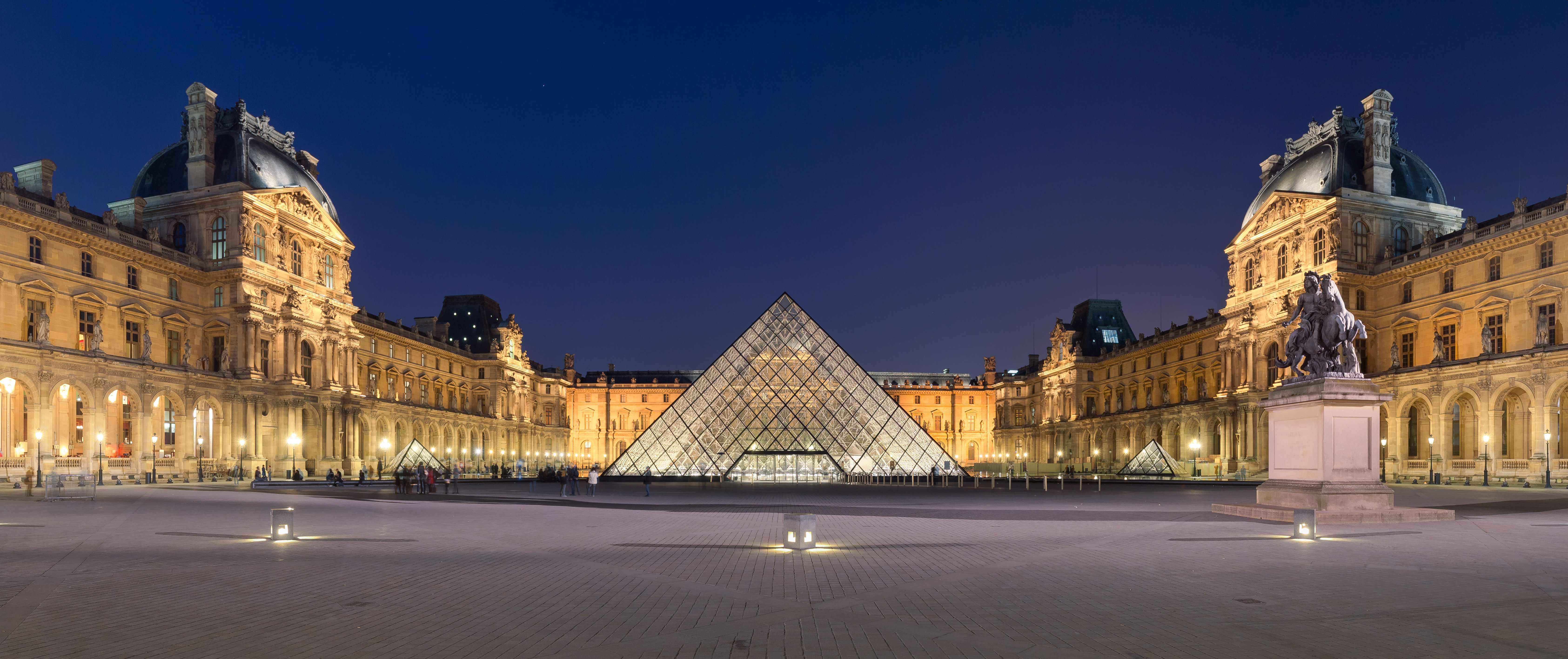
Pei decidió que una pirámide era «lo más compatible» con las otras estructuras del Louvre, debido a que complementaba los planos facetados de sus cubiertas.

Pronto, sin embargo, Pei y su equipo consiguieron el apoyo de varios iconos culturales, incluidos el director de orquesta Pierre Boulez y Claude Pompidou, la viuda del antiguo presidente Georges Pompidou, en honor al cual se dedicó otro controvertido museo. En un intento de calmar la ira pública, Pei siguió una sugerencia del entonces alcalde de París, Jacques Chirac, y colocó una maqueta de cables a escala real de la pirámide en el patio. Durante los cuatro días que estuvo expuesta, unas sesenta mil personas visitaron el lugar, y algunos críticos aliviaron su oposición tras apreciar la escala propuesta de la pirámide.
Para minimizar el impacto de la estructura, Pei exigió que se usara un método de producción de vidrio que fabricara paneles transparentes. La pirámide se construyó al mismo tiempo que los niveles subterráneos que hay por debajo, lo que causó algunas dificultades durante las obras. Mientras trabajaban, los equipos de construcción descubrieron un conjunto de habitaciones abandonadas que contenía veinticinco mil objetos históricos; estos fueron incorporados en una nueva zona de exposiciones que se tuvo que añadir al complejo.
El nuevo patio del Louvre abrió al público el 14 de octubre de 1988, y la entrada de la pirámide abrió en marzo del año siguiente. En esa época, la opinión pública sobre la nueva instalación se había ablandado; una encuesta desveló que el 56 % aprobaba la pirámide, mientras que un 23 % todavía se oponía. El periódico Le Figaro había criticado con vehemencia el diseño de Pei, pero posteriormente celebró el décimo aniversario de su revista suplemento con un reportaje sobre la pirámide. El príncipe Carlos del Reino Unido inspeccionó el lugar con curiosidad, y lo consideró «maravilloso, muy excitante». Un periodista escribió en Le Quotidien de Paris: «La tan temida pirámide se ha convertido en adorable». La experiencia fue agotadora para Pei, pero también gratificante. «Tras el Louvre», dijo posteriormente, «pensé que ningún proyecto sería demasiado difícil». La pirámide del Museo del Louvre se ha convertido en la obra más famosa de Pei.

### Meyerson Symphony Center, Dallas
La apertura de la pirámide del Louvre coincidió con otros cuatro proyectos en los que Pei había estado trabajando. Esto hizo que el crítico de arquitectura Paul Goldberger declarara 1989 «el año de Pei» en The New York Times. Fue también el año en el que su estudio cambió su nombre por Pei Cobb Freed & Partners para reflejar el creciente peso específico de sus socios. Con setenta y dos años de edad, Pei había empezado a pensar en jubilarse, pero continuaba trabajando muchas horas para que sus diseños vieran la luz.

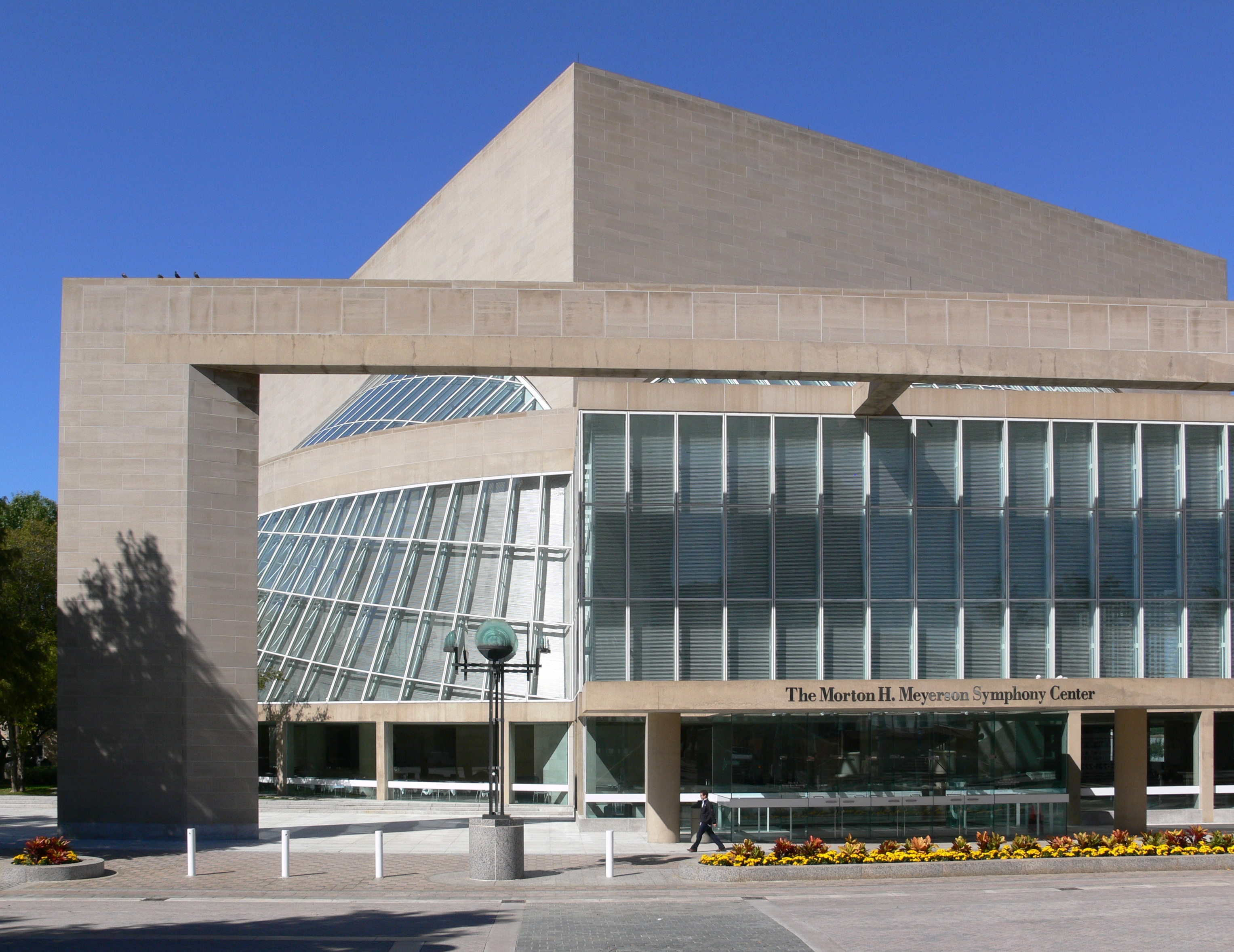
Aunque habitualmente diseñaba completamente a mano, Pei usó un ordenador para «confirmar los espacios» del Morton H. Meyerson Symphony Center de Dallas.

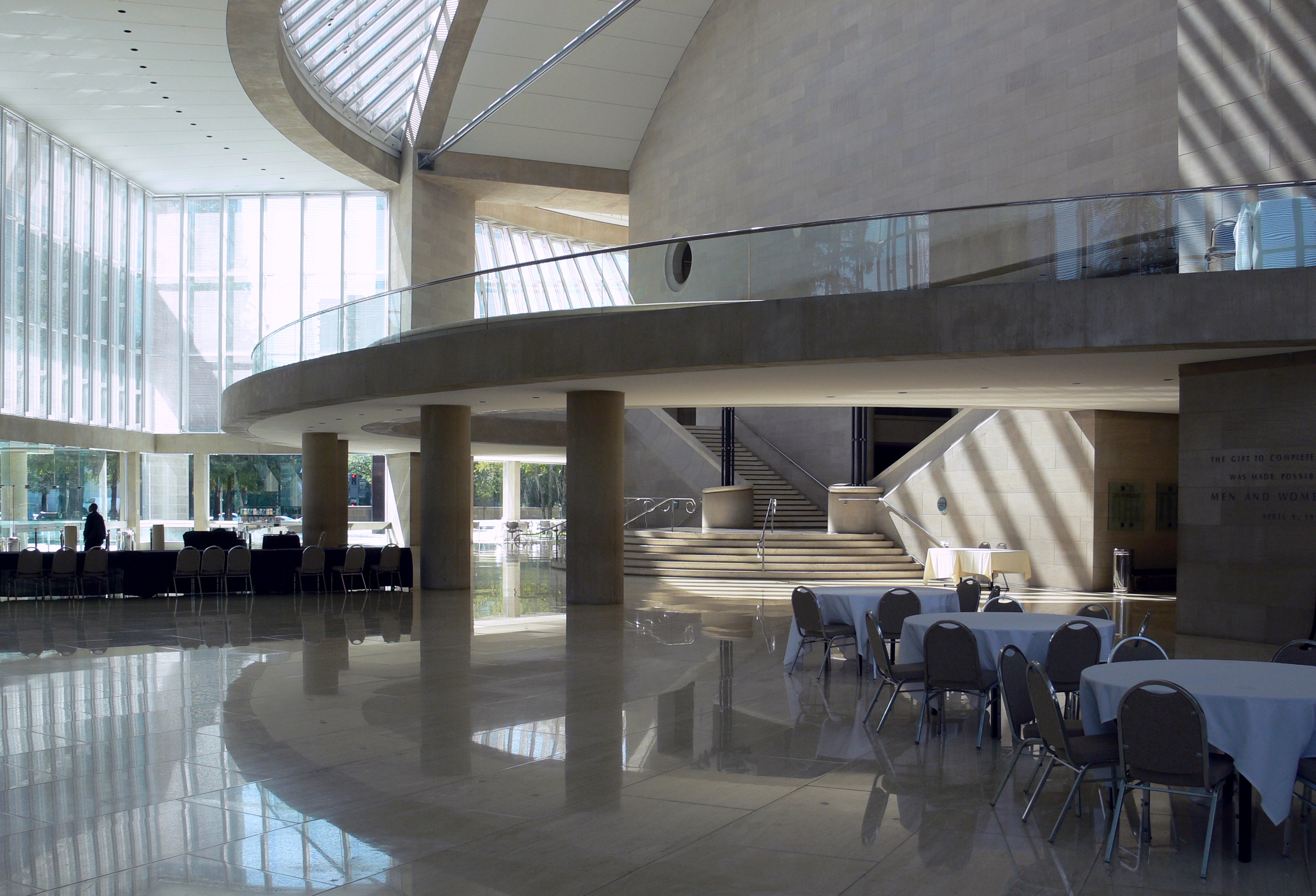
Vestíbulo del Morton H. Meyerson Symphony Center.

Uno de estos proyectos hizo que Pei volviera a Dallas, para diseñar el Morton H. Meyerson Symphony Center. El éxito de los artistas escénicos de la ciudad, particularmente la Orquesta Sinfónica de Dallas, dirigida entonces por Eduardo Mata, provocó el interés de los dirigentes de Dallas en crear una moderna sala de conciertos que pudiera rivalizar con las mejores salas de Europa. El comité organizador contactó a cuarenta y cinco arquitectos, pero en un primer momento Pei no respondió, pensando que su trabajo en el ayuntamiento de Dallas había dejado una impresión negativa. Sin embargo, uno de sus colegas en ese proyecto insistió en que se reuniera con el comité; Pei lo hizo y, aunque sería su primera sala de conciertos, el comité votó por unanimidad ofrecerle el encargo. Tal y como declaró uno de sus miembros: «Estábamos convencidos de que conseguiríamos que el mejor arquitecto del mundo diera lo mejor de sí mismo».
El proyecto presentó varios desafíos específicos. Debido a que su uso principal sería la presentación de música en directo, el edificio necesitaba tener un diseño centrado en primer lugar en la acústica, y posteriormente en el acceso del público y la estética exterior. Por este motivo, contrataron a un técnico de sonido para que diseñara el interior, quien propuso un auditorio con forma de caja de zapatos, al igual que algunas de las mejores salas sinfónicas europeas, como el Concertgebouw de Ámsterdam y el Musikverein de Viena. Para los ajustes que realizó en el diseño, Pei se inspiró en la obra del arquitecto alemán Johann Balthasar Neumann, y especialmente en la basílica de Vierzehnheiligen. También buscó incorporar parte del estilo de la Ópera Garnier de París, diseñada por Charles Garnier.
Pei colocó la caja de zapatos haciendo esquina con la cuadrícula de calles que la rodea. La conectó por el norte con un largo edificio rectangular de oficinas, y la cortó por la mitad con un conjunto de círculos y conos. En su diseño intentó reproducir con elementos modernos las funciones acústicas y visuales de los elementos tradicionales como las filigranas. El proyecto era arriesgado: sus objetivos eran ambiciosos y cualquier defecto acústico no previsto sería casi imposible de solucionar tras la finalización del edificio. Pei admitió que no sabía completamente cómo se unirían todos los elementos. «Solo puedo imaginar el 60 % del espacio de este edificio», dijo durante las primeras fases. «El resto será tan sorprendente para mí como para todos los demás». Según se desarrollaba el proyecto, los costes aumentaron continuamente y algunos patrocinadores consideraron retirar su apoyo. El multimillonario Ross Perot hizo una donación de diez millones de dólares con la condición de que se nombrara en honor a Morton H. Meyerson, mecenas durante mucho tiempo del arte en Dallas.
Tras su apertura, el edificio cosechó inmediatamente elogios generalizados, especialmente por su acústica. Tras asistir a una semana de actuaciones en el centro, un crítico de música de The New York Times escribió un relato entusiasmado de la experiencia y felicitó los arquitectos. Uno de los socios de Pei le contó durante una fiesta antes de la inauguración que este salón de conciertos era «un edificio muy maduro»; él sonrió y contestó: «pero, ¿tanto he tenido que esperar?».

### Bank of China Tower, Hong Kong

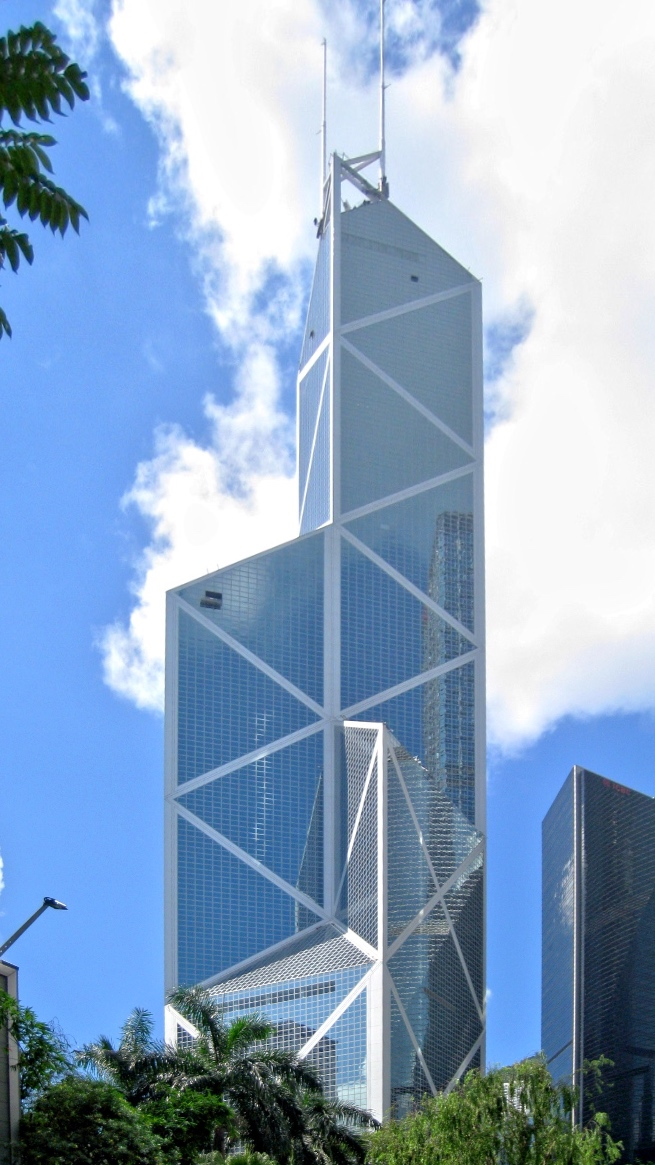
La Bank of China Tower, una de las obras más reconocidas de Pei en la década de 1990.

En 1982 le llegó a Pei una nueva oferta del gobierno chino. Con la mirada puesta en la transferencia de soberanía de Hong Kong por parte de los británicos en 1997, las autoridades chinas buscaron la ayuda de Pei para una nueva torre para la sucursal local del Bank of China. El gobierno chino estaba preparándose para una nueva ola de compromiso con el exterior y buscaba una torre que representara la modernidad y la fortaleza económica. Dada la relación de su padre con el banco antes de la llegada al poder de los comunistas, los oficiales del gobierno visitaron en Nueva York al padre de Pei, de ochenta y nueve años de edad, para conseguir la aprobación de la implicación de su hijo. A continuación, Pei habló extensamente con su padre sobre la propuesta. Aunque el arquitecto recordó las dificultades de su experiencia con el hotel del parque Xiangshan, decidió aceptar el encargo.
El lugar propuesto para el edificio en el distrito Central de Hong Kong estaba lejos de ser ideal: una maraña de carreteras lo rodeaba por tres lados. Además, la zona había albergado un cuartel de la policía militar japonesa durante la Segunda Guerra Mundial, y era conocido por la tortura de prisioneros. El reducido tamaño de la parcela hizo que fuera necesaria una torre alta, y Pei generalmente había evitado estos proyectos; especialmente en Hong Kong, los rascacielos no tenían ningún carácter arquitectónico real. Sin inspiración y con dudas sobre cómo enfocar el edificio, Pei se fue de vacaciones de fin de semana a su casa de Katonah. Allí experimentó con un paquete de palillos hasta que encontró una secuencia en cascada.
Pei sentía que su diseño para la Bank of China Tower tenía que reflejar las «aspiraciones del pueblo chino». El diseño que desarrolló para el rascacielos no era solo único en apariencia, sino también lo suficientemente sólido para aprobar los rigurosos estándares de resistencia al viento de la ciudad. El edificio se compone de cuatro ejes triangulares que se elevan desde una base cuadrada, sostenidos por una visible armadura que distribuye la carga a las cuatro esquinas de la base. Usando vidrio reflectante, que se había convertido en una especie de sello personal, Pei organizó la fachada en torno a unos refuerzos diagonales en una unión de estructura y forma que repite el motivo triangular establecido en el proyecto. En la cima, diseñó unas cubiertas inclinadas que complementaban la estética ascendente del edificio. Algunos influyentes defensores del feng shui de Hong Kong y China criticaron el diseño, y Pei y los oficiales del gobierno respondieron con algunos ajustes.
Cuando la torre estaba cerca de su finalización, Pei se sorprendió al presenciar la masacre de civiles desarmados por parte del gobierno en las protestas de la plaza de Tiananmén de 1989. Escribió una artículo de opinión para The New York Times titulado «China nunca volverá a ser la misma», en el que dijo que estos asesinatos «desgarraron el corazón de una generación que lleva la esperanza para el futuro del país». La masacre perturbó profundamente a toda su familia, y escribió que «China está mancillada».

### 1990–2019: proyectos de museos

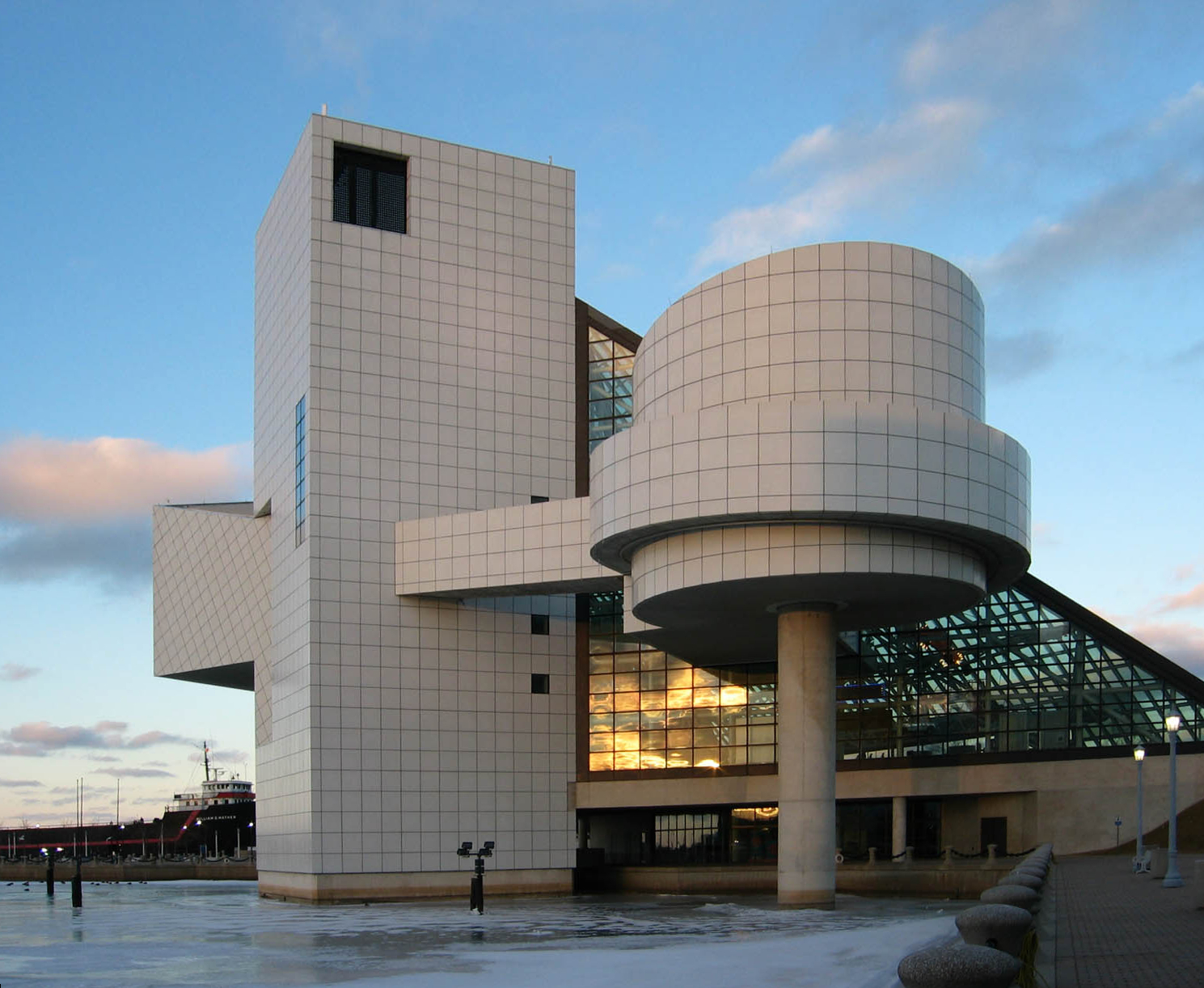
Un miembro del equipo simpatizó con las frustraciones de Pei por la falta de organización en el Salón de la Fama del Rock and Roll, admitiendo que estaban «trabajando en un vacío».

Cuando empezó la década de 1990, Pei pasó a un papel de menor implicación con su estudio. El personal había empezado a disminuir, y Pei quería dedicarse a proyectos más pequeños que le permitieran más creatividad. Antes de que hiciera este cambio, sin embargo, se puso a trabajar en su último proyecto importante como socio activo: el Salón de la Fama del Rock and Roll en Cleveland (Ohio). Considerando su trabajo en bastiones de la alta cultura como el Louvre o la Galería Nacional de Washington, algunos críticos se quedaron sorprendidos por su asociación con lo que muchos consideraban un tributo a la baja cultura. Los patrocinadores del salón, sin embargo, buscaron a Pei específicamente por esta razón; querían que el edificio tuviera un aura de respetabilidad desde el principio. Al igual que en el pasado, Pei aceptó el encargo en parte debido al desafío que presentaba.
Usando una pared de vidrio para la entrada, similar en apariencia a su pirámide del Louvre, Pei recubrió el exterior del edificio principal con metal blanco, y colocó un gran cilindro sobre un estrecho pilar para que sirviera como espacio de actuaciones. La combinación de envolturas descentradas y paredes inclinadas fue, en palabras de Pei, diseñada para proporcionar una «sensación de tumultuosa energía juvenil, rebelándose, agitándose».
El edificio abrió sus puertas en 1995 y fue recibido con elogios moderados. The New York Times lo llamó «un buen edificio», pero Pei estaba entre los que quedaron decepcionados con el resultado. Los inicios del museo en Nueva York, combinados con una misión poco clara, crearon un confusa comprensión entre los líderes del proyecto de qué era lo que se necesitaba exactamente. Aunque la ciudad de Cleveland se benefició ampliamente de la nueva atracción turística, Pei estaba descontento con ella.
En la misma época, Pei diseñó un nuevo museo para Luxemburgo, el Musée d'art moderne Grand-Duc Jean, conocido habitualmente como Mudam. A partir de la forma original de las paredes del Fort Thüngen, donde se situaba el museo, Pei propuso retirar una parte de los cimientos originales. Sin embargo, la resistencia pública a esta pérdida histórica obligó a una revisión del proyecto, y este fue casi abandonado. El tamaño del edificio se redujo a la mitad, y fue retranqueado respecto a la pared original para conservar los cimientos. Pei quedó decepcionado con las modificaciones, pero siguió implicado en el proceso de construcción del edificio.

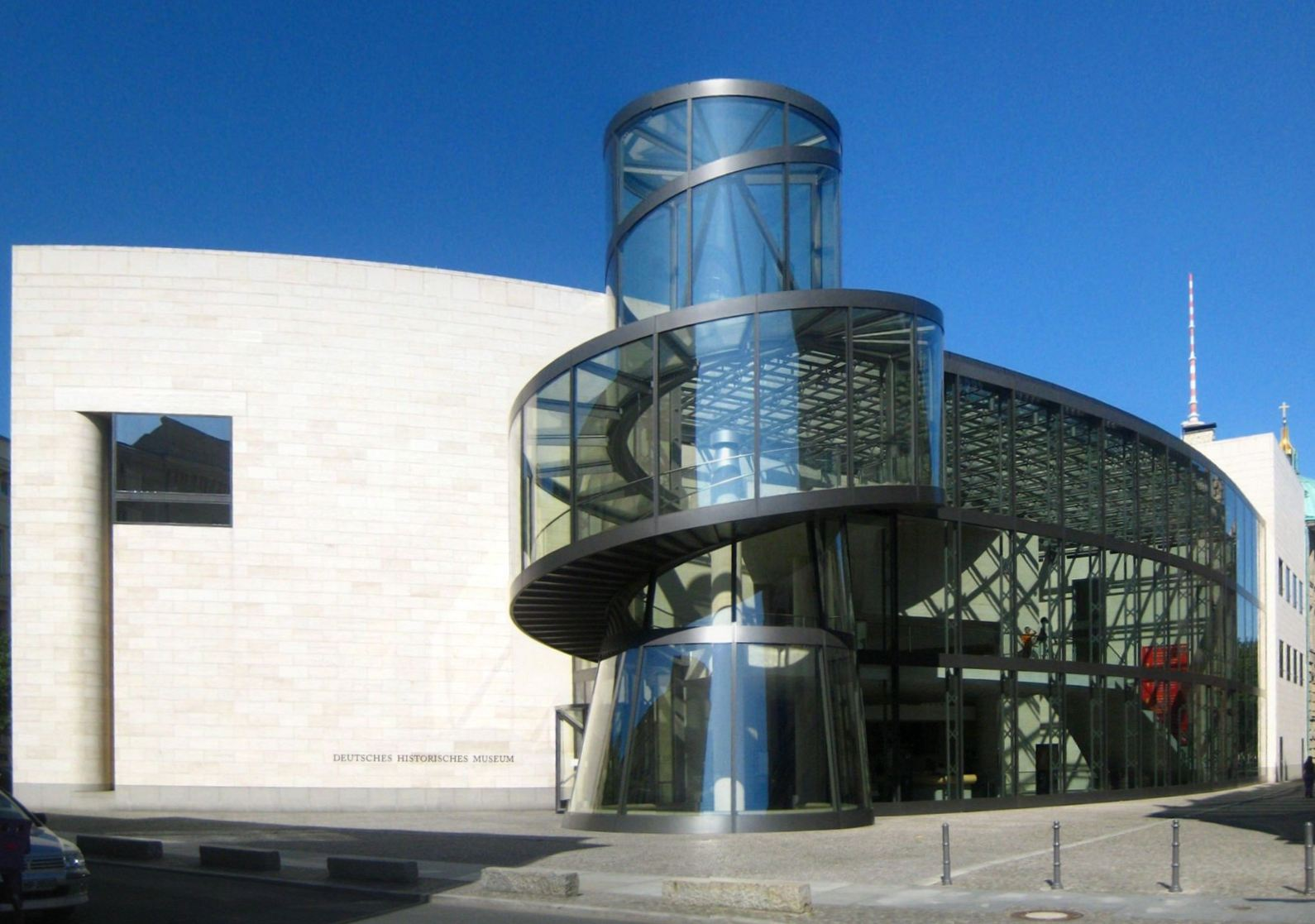
Pei describió el cilindro de vidrio que añadió en la ampliación del Museo Histórico Alemán como un «faro».

En 1995, Pei fue contratado para diseñar una ampliación del Museo Histórico Alemán de Berlín. Volviendo al desafío del Edificio Este de la Galería Nacional de Washington, Pei trabajó para combinar un enfoque moderno con una estructura principal clásica. Describió el cilindro de vidrio que añadió como un «faro», y lo coronó con un techo de vidrio para permitir que entrara una abundante luz solar al interior. Pei tuvo dificultades con los oficiales del gobierno alemán; su enfoque utilitarista chocó con su pasión por la estética. «Pensaban que solo daba problemas», dijo.
Pei también trabajó en esta época en dos proyectos para un nuevo movimiento religioso japonés llamado Shinji Shumeikai. Fue contactado por la líder espiritual del movimiento, Kaishu Koyama, que impresionó al arquitecto con su sinceridad y su disposición para darle una importante libertad artística. Uno de los edificios era un campanario, diseñado para recordar al bachi usado cuando se tocan instrumentos tradicionales como el shamisen. Pei no estaba familiarizado con las creencias del movimiento, pero las exploró para crear algo con significado en la torre. En sus propias palabras, «fue una búsqueda de la expresión que no es para nada técnica».

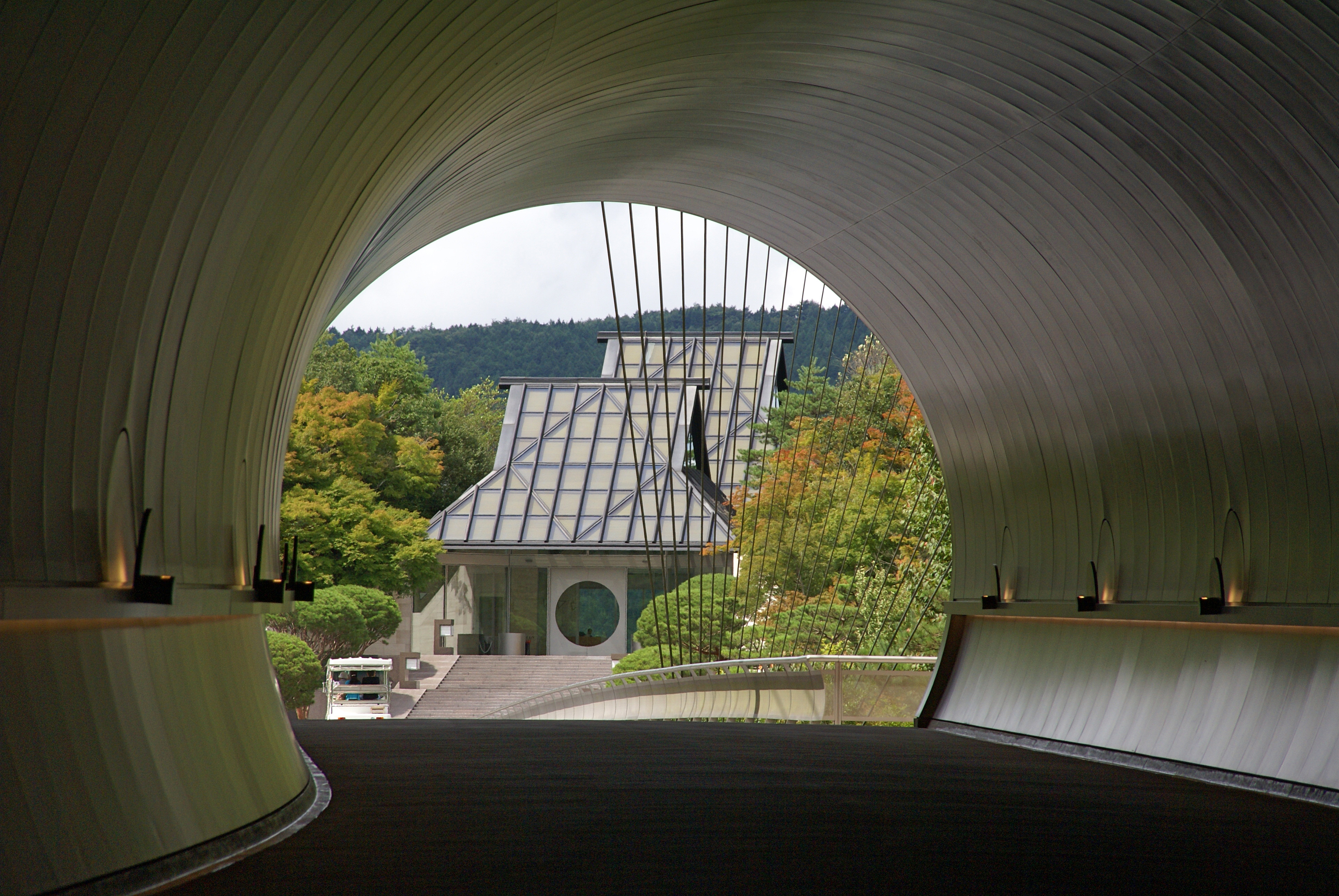
El túnel de Pei que atraviesa una montaña y conduce al Museo Miho se inspiró en una historia del poeta chino del siglo iv Tao Yuanming.

La experiencia fue gratificante para Pei, y aceptó inmediatamente trabajar con el grupo de nuevo. El nuevo proyecto era el Museo Miho, que se construiría para exhibir la colección de objetos de la ceremonia del té de Koyama. Pei visitó el lugar en la prefectura de Shiga, y durante sus conversaciones convenció a Koyama para que expandiera su colección. Ella realizó una búsqueda global y adquirió más de trescientos objetos que mostraban la historia de la ruta de la seda.
Un importante reto era el acceso al museo. El equipo japonés propuso un sinuoso camino que subiera la montaña, no muy diferente del acceso al edificio del NCAR en Colorado. En su lugar, Pei ordenó que se cortara un túnel a través de una montaña cercana, que se conectó a una carretera mediante un puente suspendido de noventa y seis cables de acero, sostenido por un poste colocado en la montaña. El propio museo se construyó dentro de la montaña, con un 80 % del espacio subterráneo.
Cuando diseñó el exterior, Pei se inspiró en la tradición de los templos japoneses, particularmente los situados cerca de Kioto. Creó una concisa malla espacial revestida en caliza francesa y cubierta con un techo de vidrio. Pei también supervisó los detalles decorativos, como un banco del vestíbulo de entrada, tallado a partir de un árbol keyaki de trescientos cincuenta años de antigüedad. Debido a la considerable riqueza de Koyama, el dinero rara vez se consideró un obstáculo; en el momento de su finalización, se estimó que el proyecto costó unos 350 millones de dólares.

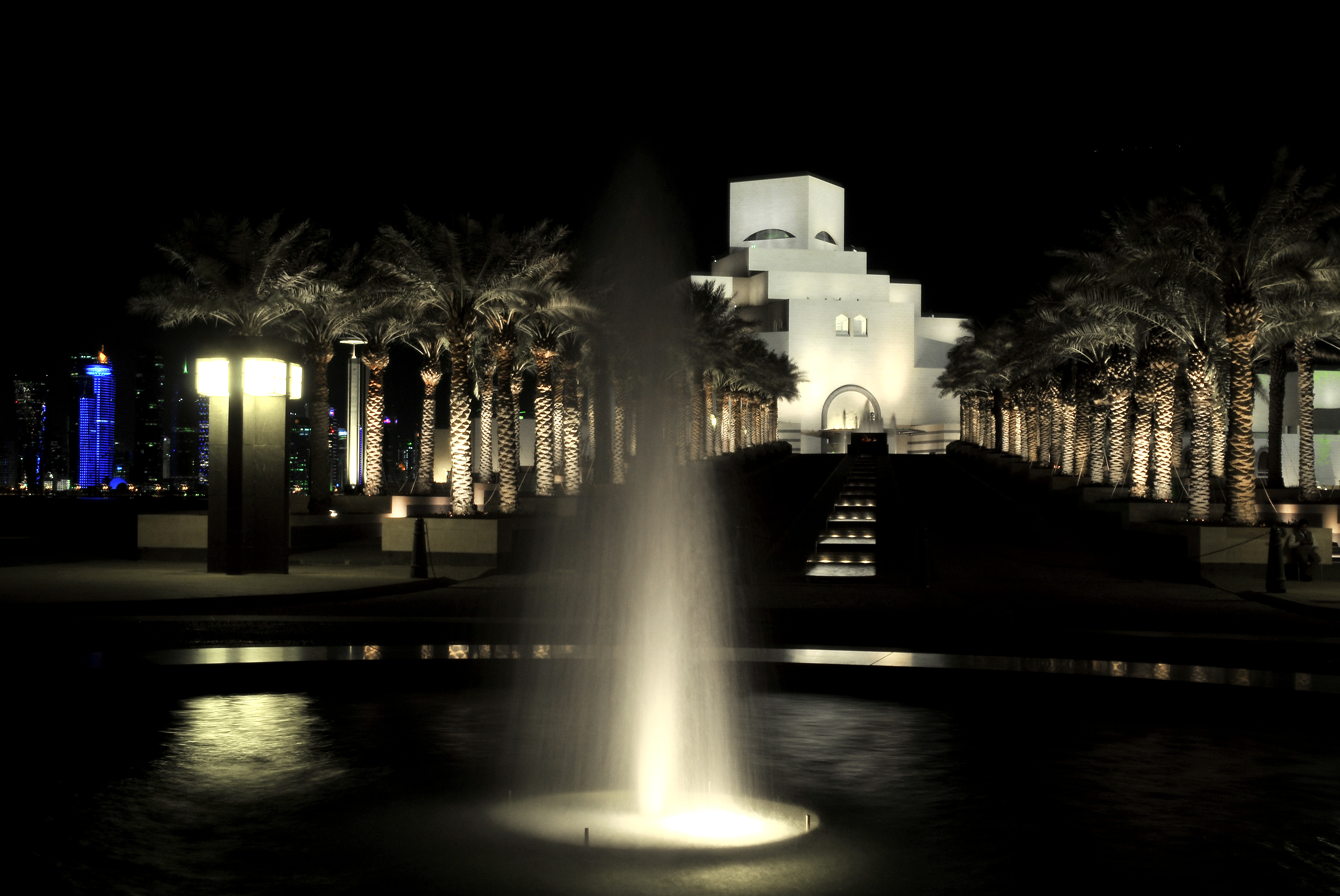
El Museo de Arte Islámico de Doha.

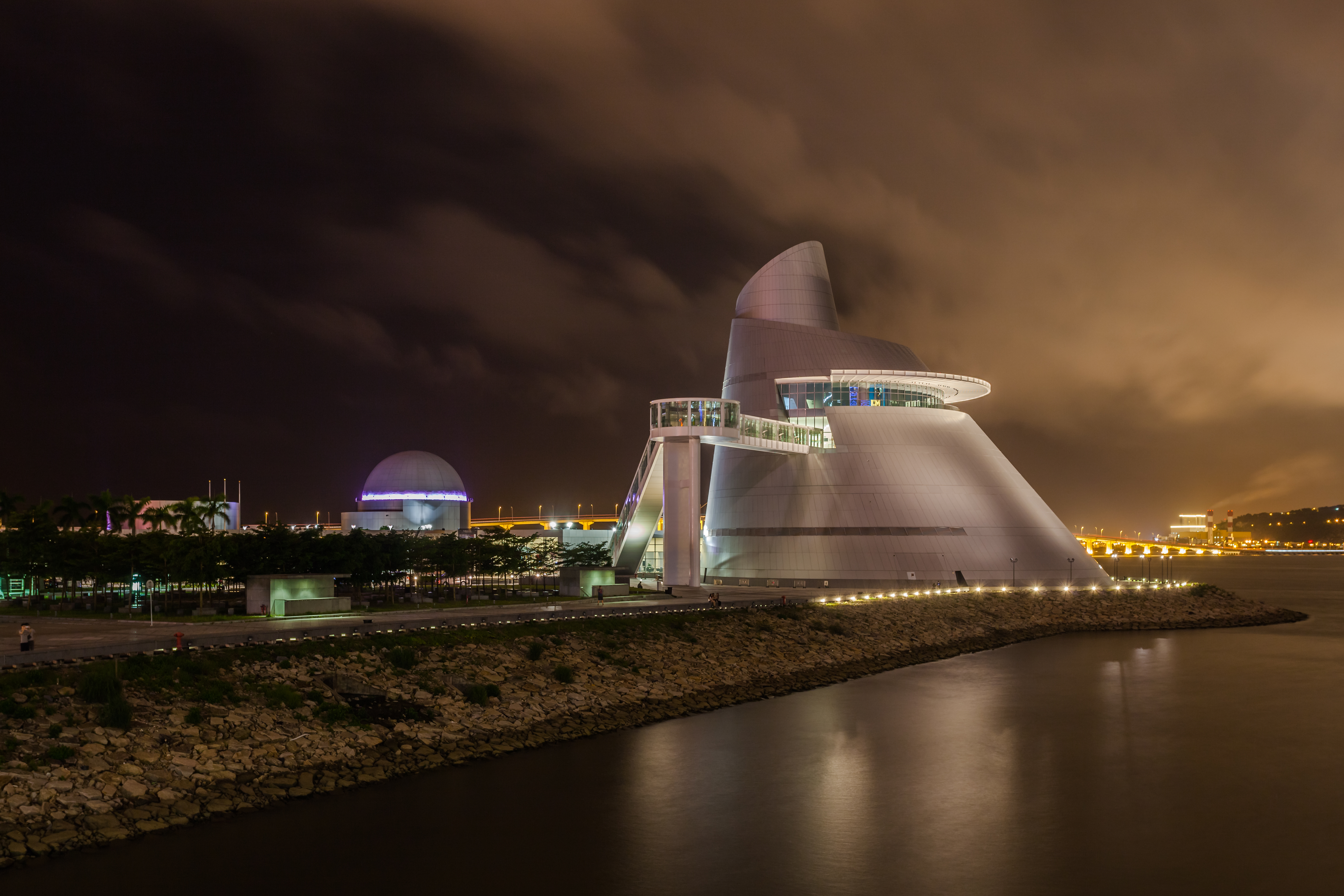
Vista nocturna del Centro de Ciencia de Macao, diseñado por Pei Partnership Architects en colaboración con I. M. Pei.

Durante la primera década del siglo xxi, Pei diseñó varios edificios, incluido el Museo de Suzhou, cerca de su casa de la infancia. También diseñó el Museo de Arte Islámico de Doha (Catar) por petición de la familia Al-Thani. Aunque originalmente estaba previsto que se situara en la carretera que recorre la bahía de Doha, Pei convenció a los coordinadores del proyecto para que construyeran una nueva isla, que le proporcionaría una ubicación más prominente. El arquitecto pasó seis meses recorriendo la región y visitando mezquitas en España, Siria y Túnez, y quedó especialmente impresionado con la elegante simplicidad de la mezquita de Ibn Tulun de El Cairo.
Una vez más, Pei buscó combinar nuevos elementos de diseño con la estética clásica más apropiada para la ubicación del edificio. Su diseño está compuesto por cajas rectangulares de color arena que giran de manera uniforme para crear un sutil movimiento, con pequeñas ventanas arqueadas dispuestas a intervalos regulares en el exterior de caliza. En el interior, las galerías están dispuestas alrededor de un gran atrio, iluminado desde arriba. Los coordinadores del proyecto quedaron satisfechos con el resultado; su página web oficial describe su «verdadero esplendor desvelado bajo la luz del sol», y habla de «los tonos de color y la interacción de sombras que rinden tributo a la esencia de la arquitectura islámica».
El Centro de Ciencia de Macao fue diseñado por Pei Partnership Architects en colaboración con I. M. Pei. El proyecto del centro se realizó en 2001 y la construcción empezó en 2006. El centro fue completado en 2009 e inaugurado por el presidente de China Hu Jintao. La parte principal del edificio tiene una característica forma cónica con una pasarela espiral y un gran atrio en el interior, similar al del Museo Guggenheim de Nueva York. De esta pasarela salen las galerías, que consisten principalmente en exposiciones interactivas dirigidas a la educación científica. El edificio está en una posición prominente junto al mar y es actualmente uno de los símbolos de Macao. La carrera de Pei terminó con su fallecimiento en mayo de 2019.

## Estilo y método
El estilo de Pei se ha descrito como totalmente moderno, con importantes influencias cubistas. Era conocido por combinar principios arquitectónicos tradicionales con diseños progresistas basados en simples patrones geométricos: círculos, cuadrados y triángulos son elementos comunes de su obra, tanto en planta como en alzado. En palabras de un crítico: «Han caracterizado acertadamente a Pei por combinar un sentido clásico de la forma con un dominio contemporáneo del método». En 2000, su biógrafo Carter Wiseman lo llamó «el miembro más distinguido de su generación tardomoderna todavía en ejercicio». Al mismo tiempo, el propio Pei rechazó dicotomías simples entre estilos arquitectónicos. Dijo una vez: «El debate entre la arquitectura moderna o posmoderna no tiene importancia. Es una cuestión secundaria. Un solo edificio, el estilo en el que se va a diseñar y construir, no es tan importante. Lo importante, realmente, es la comunidad. ¿Cómo va a afectar a la vida de las personas?».
La obra de Pei ha sido celebrada en el mundo de la arquitectura. Su colega John Portman le dijo una vez: «Solo una vez, querría hacer algo como el Edificio Este de la Galería Nacional de Arte». Sin embargo, su originalidad no siempre le proporcionó una gran recompensa económica; como respondió Pei al exitoso arquitecto: «Solo una vez, me gustaría ganar el dinero que tú ganas». Sus conceptos, además, son demasiado individualizados y dependientes del contexto como para dar origen a una escuela de diseño propia. Pei se refiere a su «enfoque analítico» cuando explica la falta de una «escuela de Pei». «Para mí», dijo, «la distinción importante es entre un enfoque estilístico del diseño y un enfoque analítico que da la debida consideración al tiempo, lugar y uso [...] Mi enfoque analítico exige una comprensión completa de estos tres elementos esenciales [...] para llegar a un equilibrio ideal entre ellos».

## Premios y distinciones
En palabras de su biógrafo, Pei ganó «cualquier premio importante de su arte», incluidos el Premio Arnold Brunner del Instituto Nacional de las Artes y las Letras (1963), la medalla de oro de la arquitectura de la Academia Estadounidense de las Artes y las Letras (1979), la Medalla del Oro del AIA (1979), el primer Praemium Imperiale de arquitectura de la Asociación de Arte de Japón (1989), el Premio a la Trayectoria del Museo Nacional de Diseño Cooper-Hewitt, la Medalla Edward MacDowell de las Artes (1998), y la Medalla de Oro del Royal Institute of British Architects (2010). En 1983 le concedieron el premio Pritzker, llamado a menudo el «premio Nobel de la arquitectura». En su declaración, el jurado dijo: «Ieoh Ming Pei ha dado a este siglo algunos de sus espacios interiores y formas exteriores más bellos [...] Su versatilidad y habilidad en el uso de los materiales se acercan al nivel de la poesía». El premio estaba acompañado por 100 000 dólares, que Pei usó para crear una beca para que estudiantes chinos estudiaran arquitectura en los Estados Unidos, con la condición de que volvieran a China para trabajar. En 1986, fue uno de los doce galardonados con la Medal of Liberty. Cuando recibió el Premio Henry C. Turner en 2003 del National Building Museum, la presidenta de la junta del museo, Carolyn Brody, elogió su impacto en la innovación técnica: «Sus magníficos diseños han desafiado a los ingenieros para que idearan innovadoras soluciones estructurales, y sus exigentes expectativas de calidad constructiva han alentado a los contratistas a alcanzar altos estándares». En diciembre de 1992, el presidente George H. W. Bush concedió a Pei la Medalla Presidencial de la Libertad.

## Vida personal
La esposa de Pei durante más de setenta años, Eileen Loo, murió el 20 de junio de 2014. Juntos tuvieron tres hijos, T'ing Chung (1946–2003); Chien Chung (1946), conocido como Didi; y Li Chung (1949), conocido como Sandi; y una hija, Liane (1960). T'ing Chung fue un urbanista y alumno del alma mater de su padre, MIT y Harvard. Chieng Chung y Li Chung, que estudiaron ambos en la Harvard Graduate School of Design, fundaron el estudio Pei Partnership Architects, mientras que Liane es abogada. Pei celebró su centésimo cumpleaños el 26 de abril de 2017, y murió en el borough de Manhattan el 16 de mayo de 2019, a la edad de 102 años.